# Orbetello
Orbetello è un comune italiano di 14 005 abitanti della provincia di Grosseto in Toscana, situato al centro dell'omonima laguna.
Antica città della Maremma grossetana, divenne nel XVI secolo la capitale dello Stato dei Presidi. È un attivo centro commerciale e turistico.

## Geografia fisica

### Territorio
La città di Orbetello sorge nel mezzo dell'omonima laguna ed è unita al Monte Argentario da una strada costruita su un terrapieno artificiale (la diga), che ha diviso la laguna in due specchi d'acqua (Laguna di Levante e Laguna di Ponente). Fino al 1944 sulla diga correva anche una ferrovia che la collegava a Porto Santo Stefano.
Il territorio comunale è estremamente variegato; la zona umida lagunare è delimitata verso il mare da due tomboli, il Tombolo della Feniglia e il Tombolo della Giannella, caratterizzati da lunghe spiagge sabbiose, pinete e macchia mediterranea. La costa in prossimità dei rilievi di Talamone e di Ansedonia diventa rocciosa e di difficile accesso.
L'entroterra è caratterizzato da modesti rilievi, dove la vegetazione cresce spontanea, formando intricate macchie, e da zone pianeggianti, una volta malariche e oggi intensamente coltivate.

### Clima
La città e il territorio comunale di Orbetello godono del tipico clima mediterraneo, con inverno caratterizzato da temperature molto miti; l'estate è calda ma ben ventilata.
Di conseguenza, il comune è stato classificato in zona C, con una sommatoria di 1260 gradi giorno, che consente l'accensione degli impianti di riscaldamento tra il 15 novembre e il 31 marzo, per un massimo di 10 ore giornaliere.
Secondo i dati medi del trentennio 1961-1990, la temperatura media del mese più freddo, gennaio, si attesta a 8,3 °C; mentre quella dei mesi più caldi, luglio e agosto, è di +24,1 °C.
Le precipitazioni medie annue si aggirano sui 689 mm, mediamente distribuiti in 69 giorni, con minimo tra la primavera inoltrata e l'estate e picco massimo in autunno-inverno.
| Orbetello Terra Rossa (1961-1990) | Mesi | Mesi | Mesi | Mesi | Mesi | Mesi | Mesi | Mesi | Mesi | Mesi | Mesi  | Mesi | Stagioni | Stagioni | Stagioni | Stagioni | Anno  |
| Orbetello Terra Rossa (1961-1990) | Gen  | Feb  | Mar  | Apr  | Mag  | Giu  | Lug  | Ago  | Set  | Ott  | Nov   | Dic  | Inv      | Pri      | Est      | Aut      | Anno  |
| --------------------------------- | ---- | ---- | ---- | ---- | ---- | ---- | ---- | ---- | ---- | ---- | ----- | ---- | -------- | -------- | -------- | -------- | ----- |
| T. max. media (°C)                | 11,9 | 12,4 | 14,6 | 17,4 | 21,3 | 25,2 | 28,3 | 28,4 | 25,8 | 21,6 | 16,7  | 13,5 | 12,6     | 17,8     | 27,3     | 21,4     | 19,8  |
| T. min. media (°C)                | 4,8  | 5,5  | 7,5  | 10,4 | 13,6 | 17,4 | 20,0 | 19,8 | 17,6 | 13,7 | 10,1  | 6,6  | 5,6      | 10,5     | 19,1     | 13,8     | 12,2  |
| Precipitazioni (mm)               | 86,4 | 70,7 | 66,1 | 46,7 | 31,7 | 20,3 | 13,1 | 33,9 | 50,6 | 89,2 | 104,3 | 76,1 | 233,2    | 144,5    | 67,3     | 244,1    | 689,1 |
| Giorni di pioggia                 | 8    | 7    | 7    | 7    | 5    | 3    | 1    | 3    | 4    | 7    | 9     | 8    | 23       | 19       | 7        | 20       | 69    |

- Classificazione climatica: zona C, 1260 GG
- Diffusività atmosferica: alta, Ibimet CNR 2002

## Storia

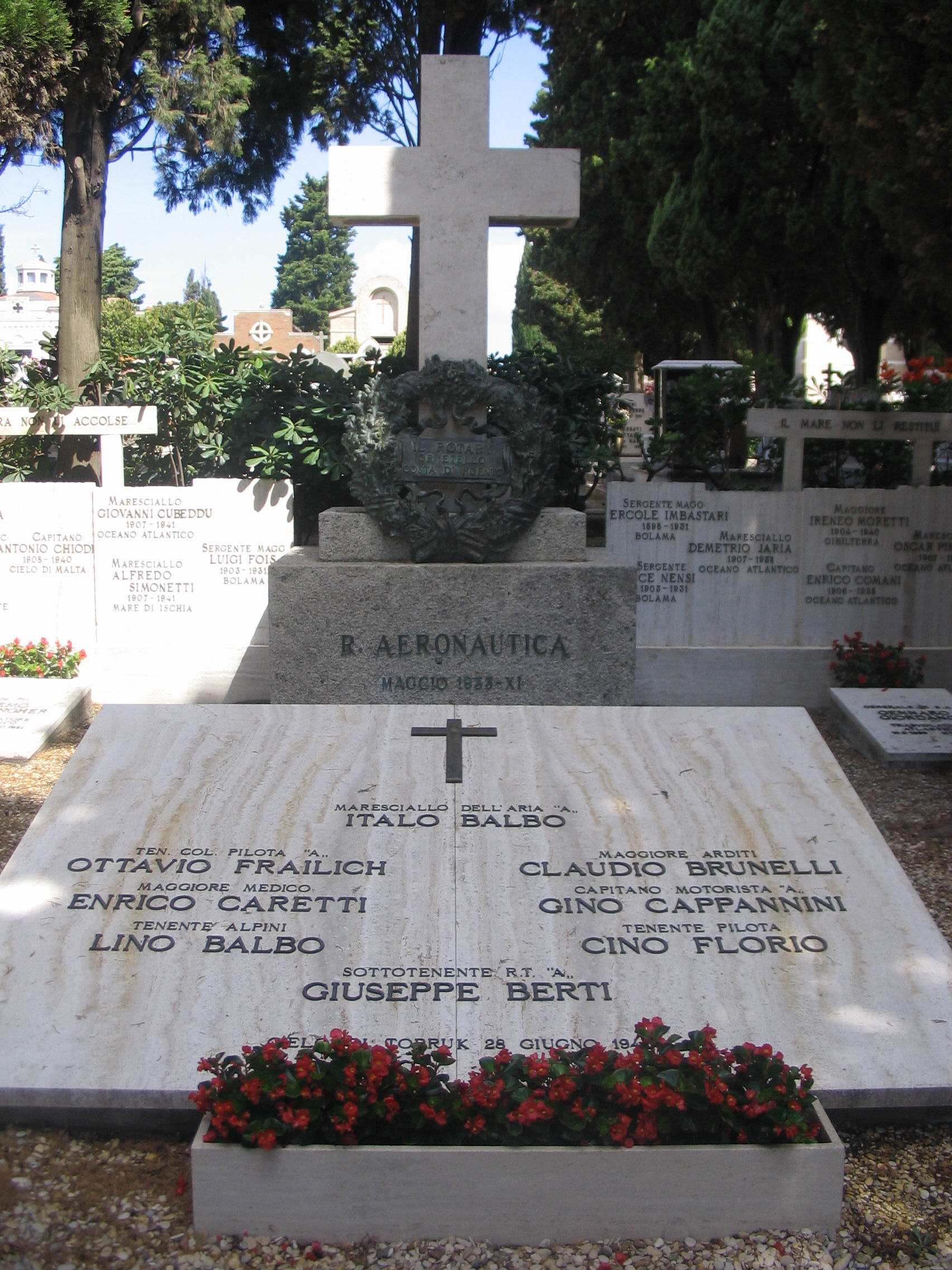
Tomba di Italo Balbo nel cimitero di Orbetello.

Il territorio di Orbetello è stato frequentato sin dal periodo etrusco, quando doveva assolvere ad una funzione di scalo marittimo lungo le rotte che collegavano le città etrusche settentrionali con quelle più meridionali, come Vulci e Tarquinia, ed assunse particolare importanza anche durante la dominazione di Roma, che vi fondò la colonia di Cosa, nei pressi di Ansedonia.
Un centro abitato, denominato Alminia, che si trovava alla foce del fiume Albegna, è menzionato, al pari di Talamone, nell'Itinerarium Maritimum, che elencava le città, stazioni e porti lungo il tragitto marittimo che da Roma conduceva in Provenza. Scavi archeoglogici condotti tra il 1997 e il 2002, hanno rilevato come in epoca romana (almeno fino al I secolo a.C.), tra l'attuale centro abitato di Albinia e la foce del fiume, sorgeva un porto che serviva una serie di officine dedite alla produzione di anfore.
Nel 1074 la medietatem Castri Orbitelli venne donata da papa Gregorio VII (al secolo Ildebrando di Sovana), insieme ad altre pertinenze e località limitrofe, tra cui la Civitas Ansedoniae, Castrum Elsae (forse l'attuale Castello di Stachilagi) e Monte Argentario, all'Abbazia delle Tre Fontane (altrimenti detta Sant'Anastasio alle Acque Salvie) di Roma, a conferma di una donazione ritenuta apocrifa fatta nell'805 da Carlo Magno e papa Leone III.
La tradizione racconta invece che fu Pietro II Farnese, comandante della cavalleria pontificia, che nel 1110 sconfisse gli eserciti Ghibellini di Toscana e, probabilmente, fondò il borgo di Orbetello, citata nei documenti medievali come Orbetellum e Orbitellus, che probabilmente deriva il nome dal diminutivo del latino herbetum («luogo erboso») o dalla giustapposizione dei termini Orbis e Tellum cioè terra circondata (dalle acque).
Nuovamente confermata nel 1161 da papa Alessandro III alla abbazia delle Acque Salvie, nel 1262, Orbetello è citato come uno dei possedimenti più vivaci e popolosi della contea degli Aldobrandeschi, i quali come feudatari della citata Abbazia dominarono su questo territorio fino agli inizi del XIV secolo, quando venne occupato dagli orvietani. Nel 1286 la contessa Margherita figlia di Ildeprandino di Soana riconosce il contratto di enfiteusi per i beni avuti dal Monastero di S. Anastasio alle Acque Salvie tra i quali Ansedonia con il porto di Phenilia, Orbetello, Porto Ercole, Argentario, Giglio, Giannutri, Marsilianum, Capalbio, Altrocosto e Serpena con tutte le pertinenze e i diritti annessi compresi quelli di navigazione e pesca, al canone annuo di 15 libbre, decadendone poi dal possesso nel 1302 per ordine di papa Bonifacio VIII per aver aderito al partito di Guido di Santa Fiora pubblico nemico della Chiesa. Nel 1303 tali beni verranno concessi dallo stesso papa a Benedetto Caetani.
Gli Orsini, succeduti agli Aldobrandeschi per matrimonio, tentarono di prendere nuovamente Orbetello, ma dovettero arrendersi ad Orvieto. Tuttavia, nel 1358, l'abbazia delle Tre Fontane rinnovò l'infeudazione in favore degli Orsini, investendo signori di Orbetello i conti Ildebrandino, Nicola e Gentile Orsini.
Il 18 agosto 1414 la rocca fu conquistata dai senesi e nel 1417 tutto l'agro orbetellano entrò a far parte di Siena, che bramava quello sbocco sul mare.
Nel 1452 Papa Niccolò V riconoscendo al Comune di Siena la conquista dei territori già detenuti dagli Aldobrandeschi che turbavano la pace del Comune, rinnova con i Senesi il contratto di enfiteusi per diritto fiduciario e in perpetuo previa transazione per canoni non percepiti per i beni dell’abbazia di S. Anastasio già concessi agli Aldobrandeschi elencando tutti i beni che passavano a Siena.
Alla fine della Repubblica di Siena, il territorio di Orbetello dal 1557, grazie alla conquista di Carlo V, fu sede dello Stato dei Presidi di Spagna che si estendeva nel tratto litoraneo da Talamone a Capalbio, facendo così venire definitivamente meno i diritti feudali della abbazia delle Tre Fontane, che tuttavia continuò a conservare la cura spirituale dei luoghi fino al 1981, quando i diritti dell'abbazia nullius vennero incorporati alla neonata diocesi di Pitigliano-Sovana-Orbetello. Dal 1707 al 1736 fu invece governato dagli Austriaci. Lo Stato dei Presidi fece poi parte dal 1736 del Regno di Napoli e governato dai Borbone di Napoli fino al 1801, a partire da Carlo di Borbone, che fu Re di Napoli e di Sicilia e successivamente Re di Spagna con titolo di Carlo III. Dopo il regno di Carlo di Borbone di Napoli, il governo dello Stato dei Presidi passò a suo figlio Ferdinando IV di Borbone di Napoli.
Incorporato nel Regno di Etruria, passò dal granducato di Toscana, nel 1860, al Regno di Sardegna e poi, l'anno successivo, al Regno d'Italia.
Orbetello divenne molto noto quando dalla laguna, tra il 1927 e il 1933, Italo Balbo partì per le sue quattro crociere aeree con uno squadrone di idrovolanti.
Nel secondo dopoguerra la città conobbe un grande incremento demografico ed un'espansione urbana che la resero la terza città della provincia per popolazione. Attualmente è una nota meta turistica, sito protetto per la presenza della laguna e particolarmente importante per le attività di pesca e per l'itticoltura.

### Simboli
Lo stemma di Orbetello è stato riconosciuto con DCG del 1º marzo 1939 ed è costituito da uno scudo sannitico di colore rosso su cui è raffigurato un leone che colpisce con un tridente un muggine che affiora dal mare. Lo stemma ha la seguente blasonatura ufficiale: «di rosso, al leone d'argento, abbrancante una fiocina d'oro, in palo, e infilzante un muggine natante sul mare al naturale».
Il gonfalone è un drappo di azzurro.

## Monumenti e luoghi d'interesse

### Architetture religiose

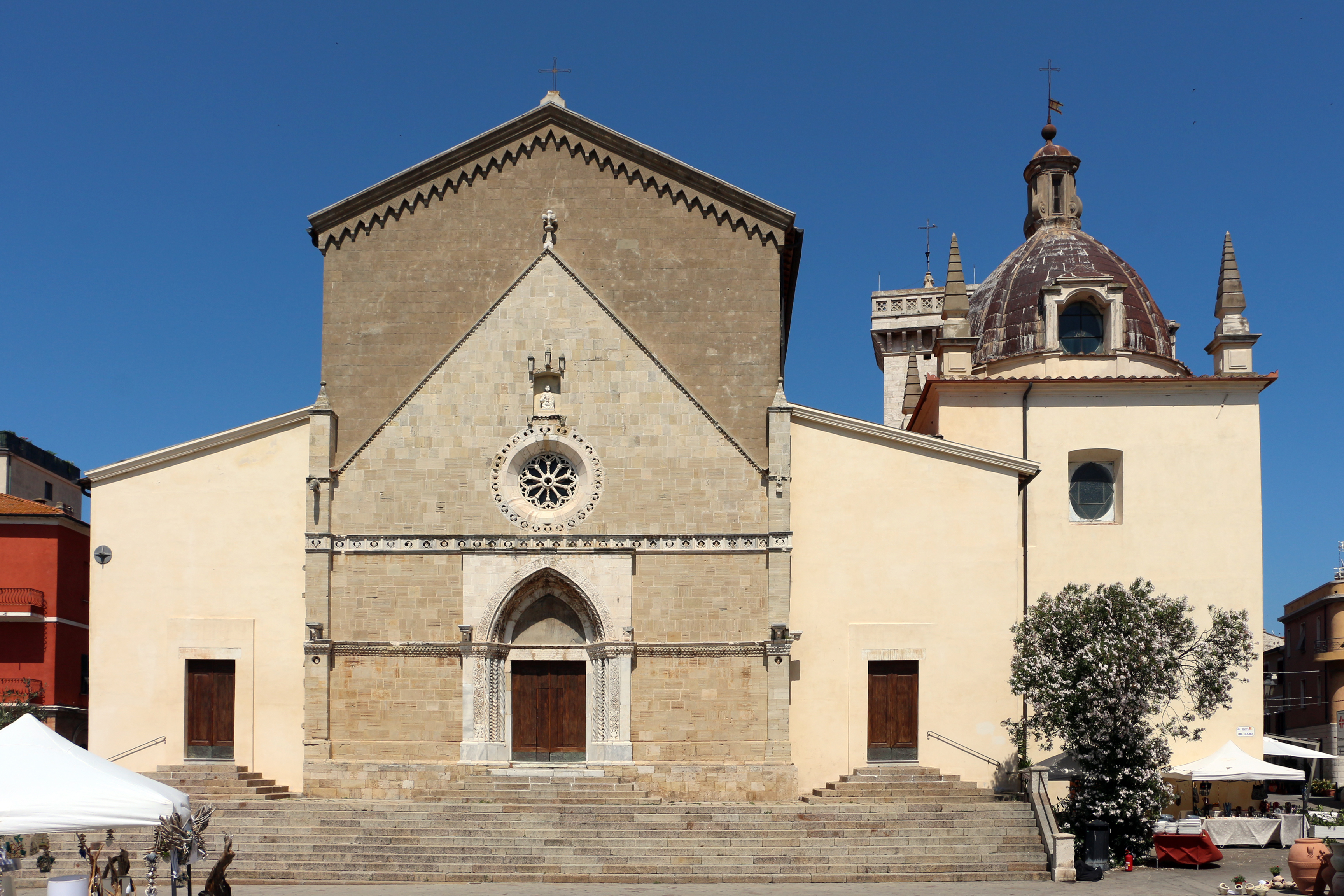
Il Duomo di Orbetello

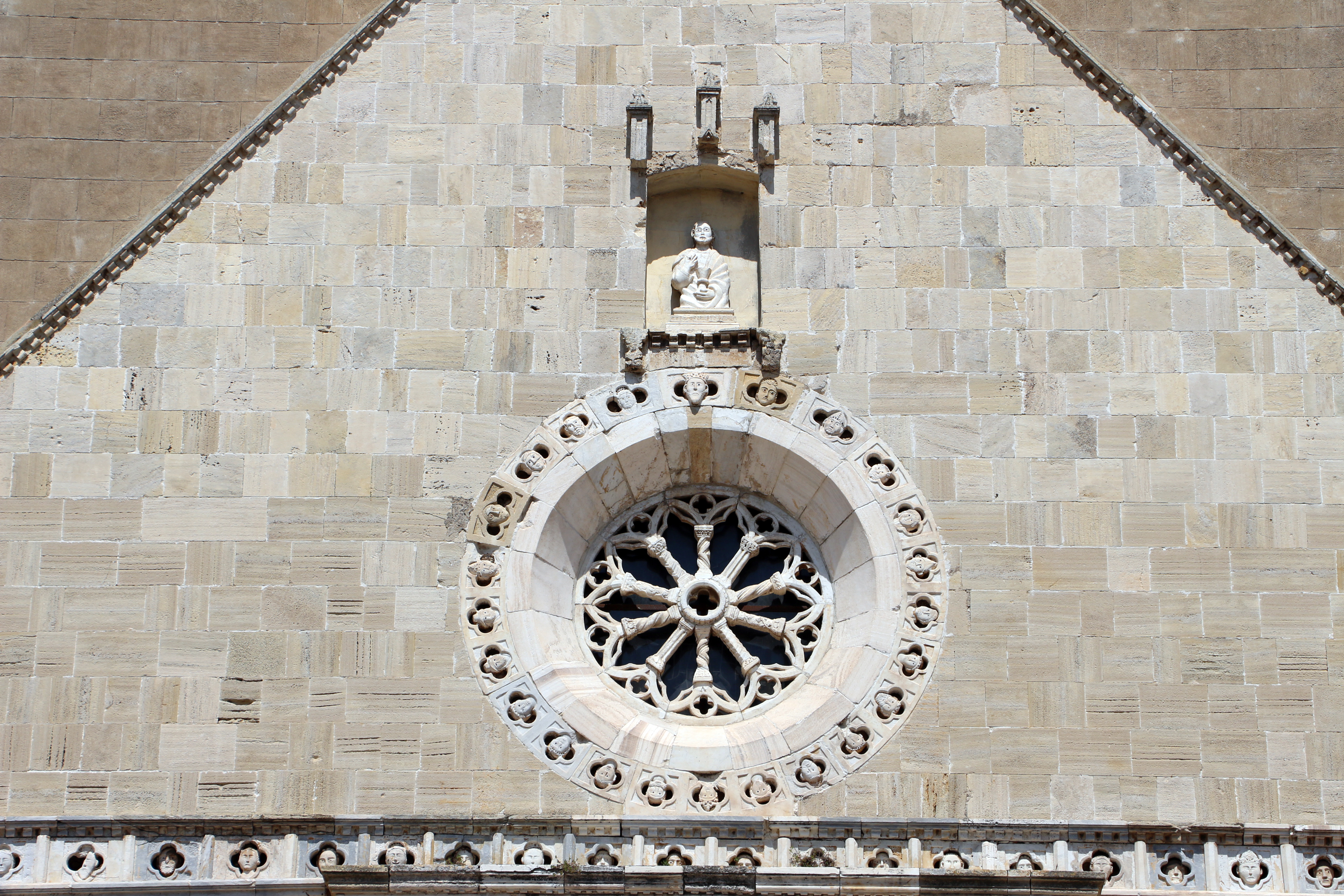
Rosone sulla facciata della Cattedrale

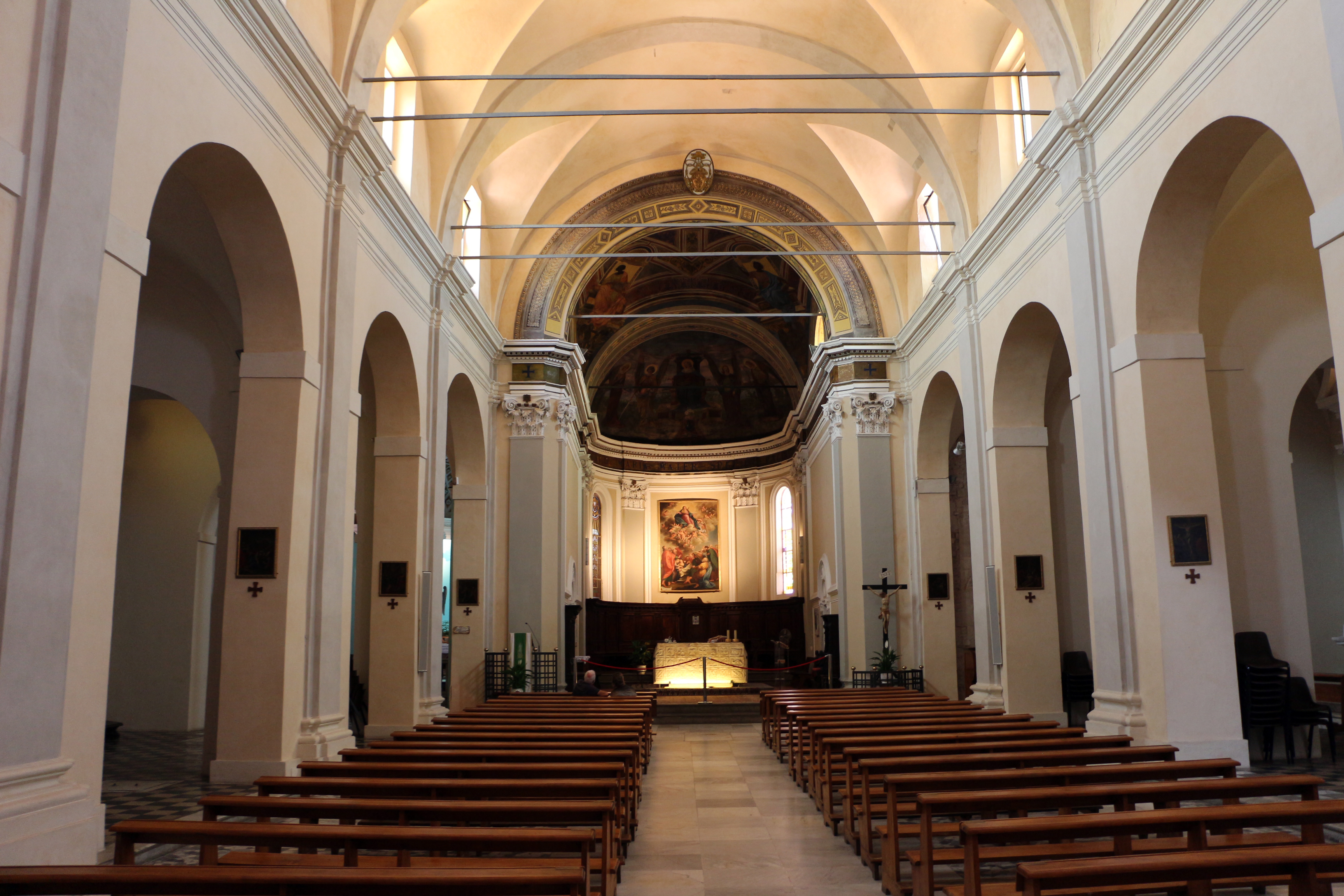
Interno della Cattedrale

#### Chiese parrocchiali
- Concattedrale di Santa Maria Assunta, costituisce il duomo di Orbetello ed è la principale chiesa del territorio comunale. Probabilmente costruita sulle rovine di un tempio romano del V secolo d.C., si ha notizia di un ampliamento dell'edificio nel 1201, e sostanziali lavori di riedificazione furono effettuati tra il 1370 e il 1376 per volere degli Orsini. Nel 1582 fu eretta a collegiata dal cardinale Alessandro Farnese, mentre nel secolo successivo fu nuovamente ampliata con l'aggiunta delle due navate laterali e della cupola della cappella di San Biagio e con l'inserimento la facciata tardo-gotica in un'altra di dimensioni maggiori. Al 1898 risale l'edificazione della torre campanaria in stile neogotico. Nel 1981 fu elevata a concattedrale della diocesi di Pitigliano-Sovana-Orbetello. All'interno sono conservate interessanti opere d'arte come la settecentesca tela della Circoncisione, ispirata ad Apollonio Nasini; l'Assunzione della Madonna, realizzata nel 1801 per il re di Napoli; l'ottocentesco dipinto a tempera con la Madonna in trono fra angeli sullo sfondo della laguna di Orbetello; i quadretti in rame con i misteri del Rosario di Francesco Nasini. La parrocchia di San Biagio nella concattedrale di Santa Maria Assunta conta circa 3 610 abitanti.[20]
- Chiesa di San Giuseppe Benedetto Cottolengo, chiesa parrocchiale del quartiere di Orbetello Scalo, è stata consacrata l'11 giugno 1967. All'interno sono custoditi un crocifisso (1967) del pittore Sigfrido Maovaz, ed una via Crucis di Gianpaolo Marchesi (1970). Il complesso parrocchiale comprende anche la cappella del battistero e l'ufficio del parroco. La parrocchia di San Giuseppe Cottolengo conta circa 1 650 abitanti.[21]
- Chiesa di San Paolo della Croce, chiesa parrocchiale del quartiere Neghelli, è stata consacrata l'11 ottobre 1987 dal vescovo Eugenio Binini. Caratteristico il campanile sul quale sono state installate otto campane su supporti di acciaio. La parrocchia di San Paolo della Croce conta circa 3 800 abitanti.[22]
- Chiesa di Santa Maria delle Grazie, chiesa parrocchiale della frazione di Albinia, è stata consacrata l'8 aprile 1957. La chiesa si presenta in uno stile semplice che richiama i lineamenti del neoromanico; all'interno è custodita una venerata statua di santa Rita, molto cara alla popolazione locale. La parrocchia di Albinia conta circa 3 600 abitanti.[23]
- Chiesa di Santa Maria Goretti, chiesa parrocchiale della frazione di Fonteblanda, ha iniziato ad essere costruita a partire dal 1950, ma è stata consacrata solamente il 5 luglio 1980. La parrocchia di Fonteblanda conta circa 1 390 abitanti.[24]
- Chiesa di San Donato, chiesa parrocchiale della frazione rurale di San Donato, è stata consacrata il 28 maggio 1961 e fu fortemente voluta dal vescovo Paolo Galeazzi. La chiesa è sede di parrocchia costituita il 1º aprile 1943. Al fianco della chiesa si eleva un imponente campanile cuspidato alto 37 metri e dotato di quattro campane.[25] La parrocchia di San Donato conta circa 540 abitanti.[26]
- Chiesa di Santa Maria Assunta, chiesa parrocchiale della frazione di Talamone, è stata ricostruita nel 1949 dopo i bombardamenti del 1944 che distrussero il precedente edificio risalente al 1374 e rifatto nel XVII secolo. All'interno sono custodite alcune pregevoli opere seicentesche. La parrocchia di Talamone conta circa 550 abitanti.[27]
- Chiesa della Madonna di Loreto, situata nella località rurale di Polverosa, è stata costruita su progetto di Carlo Boccianti e la consacrazione è avvenuta il 7 dicembre 1958 con rito officiato dal vescovo Paolo Galeazzi. La chiesa è sede di parrocchia costituita il 1º gennaio 1955. Si presenta in un semplice e sobrio stile neoromanico, con facciata preceduta da portico, su cui è posto lo stemma in ferro battuto di monsignor Galeazzi, che promosse la costruzione dell'edificio.[28] La parrocchia della Madonna di Loreto conta circa 400 abitanti.[29]

#### Chiese minori
- Chiesa della Madonna delle Grazie, situata in piazza IV Novembre, è inglobata dal XVI secolo nel complesso degli ospedali riuniti di San Giovanni di Dio. Probabilmente risalente al XIV secolo, fu modificata nel XIX secolo quando l'ospedale fu annesso a quello militare di San Giacomo. Al centro del portale d'ingresso è scolpito lo stemma comunale di Orbetello. All'interno conserva pregevoli opere, tra cui si ricordano l'affresco con la Madonna col Bambino in trono fra i santi Pietro e Paolo, attribuibile a un seguace di Benvenuto di Giovanni, ed un dipinto settecentesco con la Madonna col Bambino in gloria tra angeli della bottega di Sebastiano Conca.
- Chiesa di San Francesco da Paola, situata in piazza Beccaria, risale al secolo XVI e fu costruita con l'annesso convento, oggi scomparso, come sede dei terziari minimi di san Francesco da Paola. All'interno sono visibili numerose lastre tombali di comandanti e governatori dello Stato dei Presidi; sull'altare maggiore è posta una pala seicentesca con l'apparizione dell'Annunciazione a san Francesco da Paola e san Biagio.
- Chiesa di San Giuseppe, risalente al XVI secolo, è stata successivamente rimaneggiata nel corso dei secoli. All'interno si conservano una pittura murale coeva con Angeli in adorazione dell'ostensorio ed una statua lignea settecentesca dell'Immacolata Concezione, manifattura di provenienza napoletana.
- Chiesa di Sant'Antonio, situata in via Dante, è stata costruita tra la fine del XVII e gli inizi del XVIII secolo. Attualmente sconsacrata, conserva l'altare in stile barocco ed alcune lapidi sepolcrali.
- Chiesa della Madonna delle Vigne, costruita nel XIX secolo in stile neoromanico, sul luogo di una precedente cappellina rurale, ricoprì dal 1941 al 1967 il ruolo di chiesa parrocchiale di Orbetello Scalo, prima dell'edificazione della moderna chiesa del Cottolengo.
- Chiesa di San Biagio alla Tagliata, situata nella frazione di Ansedonia, è stata costruita su un antico mausoleo romano.
- Chiesa di Santa Maria dell'Osa, nome con cui è comunemente conosciuta la chiesa di Santa Beata Vergine Maria di Pompei, è situata nei pressi di Fonteblanda, all'interno dell'Hotel Corte dei Butteri lungo la spiaggia dell'Osa. L'edificio è stato realizzato nel 1963 su progetto dell'architetto Ico Parisi. Ha subito un rinnovamento nel 1991.
- Chiesa della Madonna delle Grazie, situata a Talamone, lungo la strada provinciale che collega il borgo a Fonteblanda, risale al XVII secolo e si presenta con la facciata preceduta da un porticato con tre ordini di archi e con campanile a vela.

#### Altri edifici religiosi
- Cappella di Sant'Antonio a Giannella.
- Mausoleo Vivarelli, monumentale cappella funeraria situata nel cimitero di Talamone. È stata realizzata tra il 1905 e il 1906 dall'architetto Lorenzo Porciatti per il cavalier Jader Vivarelli e si presenta in stile liberty.
- Monastero di Sant'Angelo, noto come Sant'Angelo Rovinato, si presenta sotto forma di ruderi. Era un tempo sede di un monastero benedettino risalente al X secolo.
- Cimitero di Orbetello. Vi riposano Italo Balbo e altri aviatori caduti il 28 giugno 1940 a Tobruch

### Architetture civili

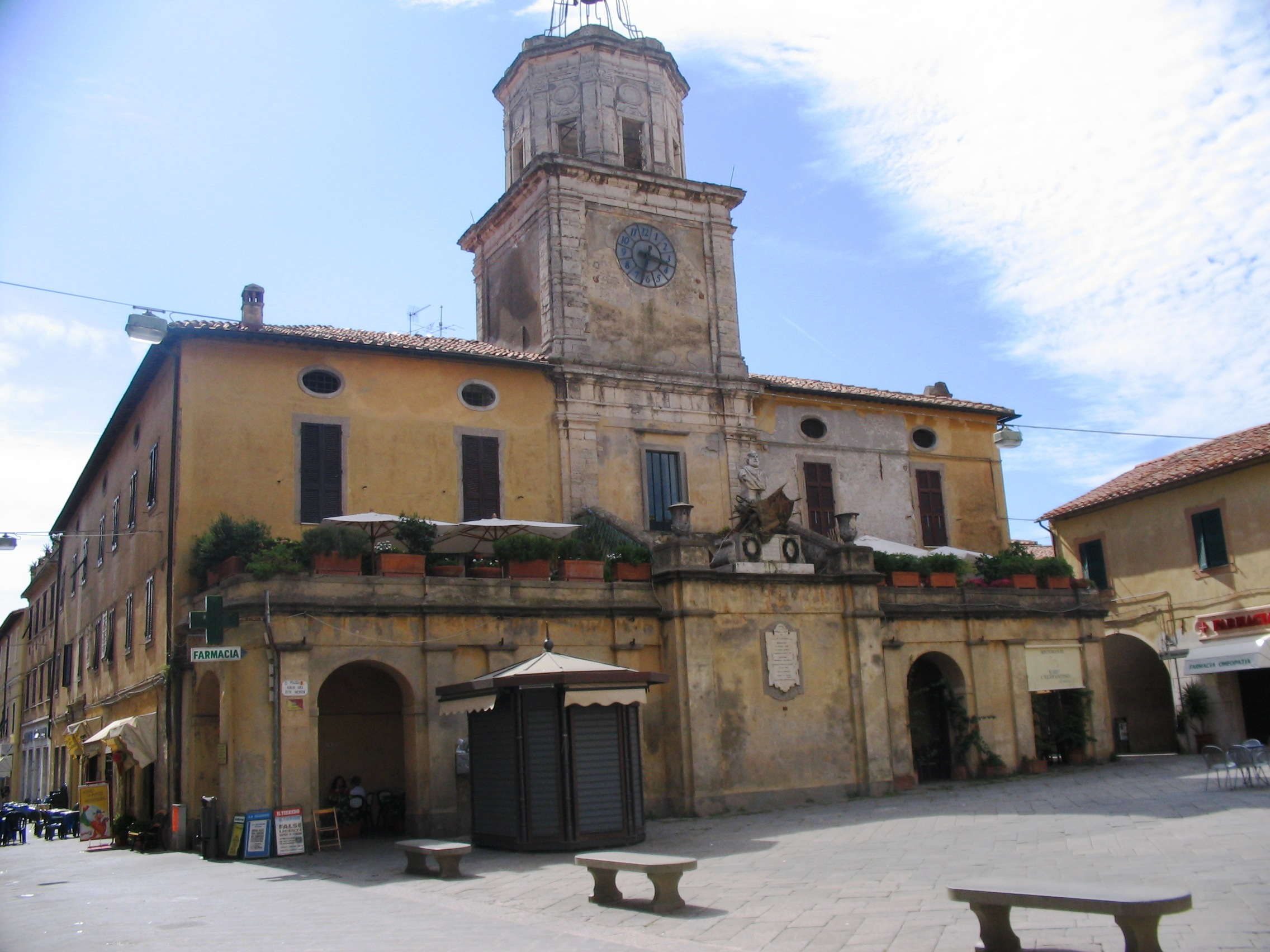
Il Palazzo del Podestà nella centrale Piazza Eroe dei due Mondi

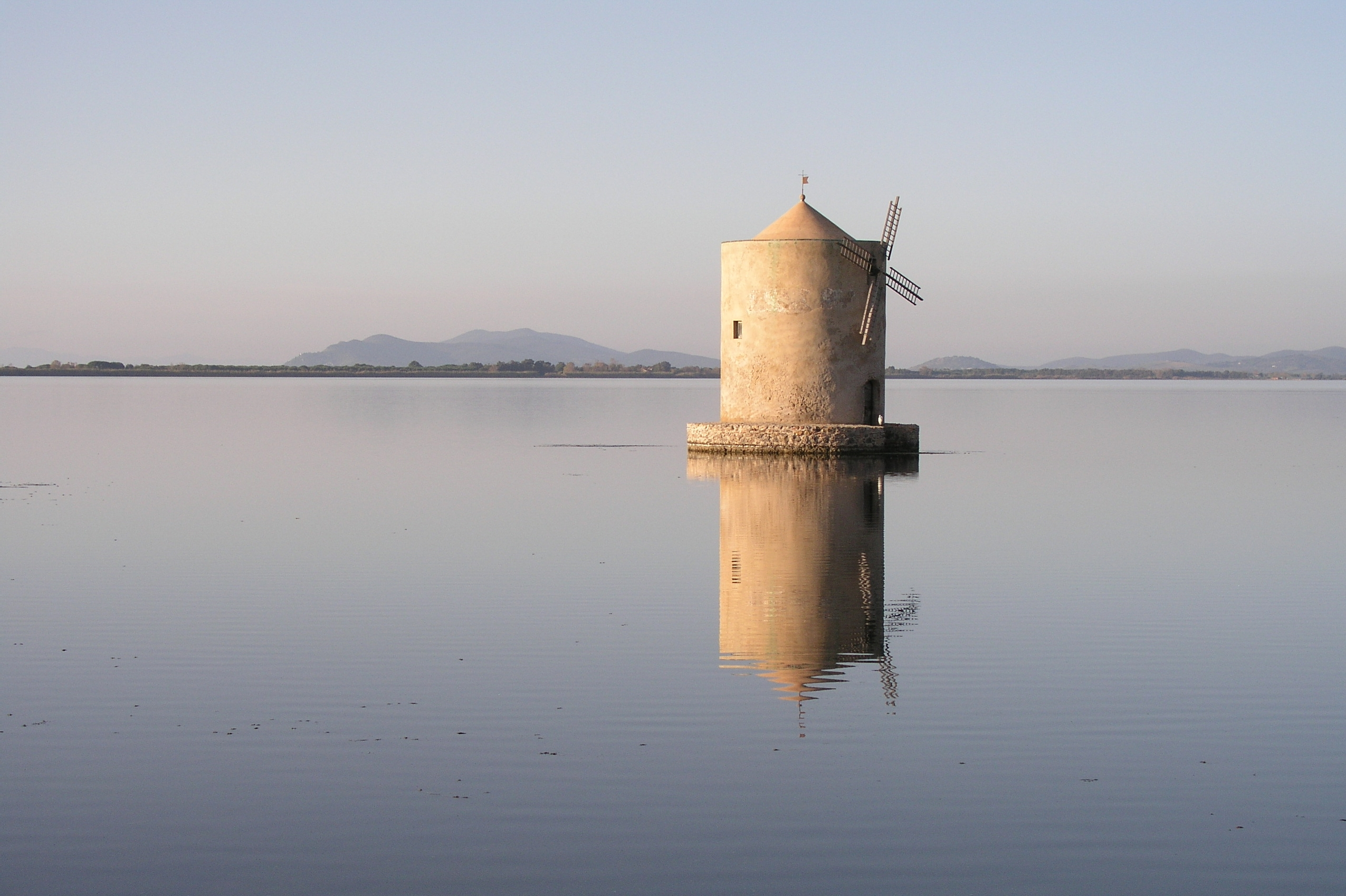
Mulino Spagnolo di Orbetello

- Palazzo del Governatore, situato nella centrale piazza Eroe dei due Mondi, è caratterizzato da un loggiato-porticato e dalla torre dell'orologio. In origine fu sede del governatore generale spagnolo dello Stato dei Presidi. Al centro del portico è posto un busto di Garibaldi realizzato dallo scultore Ettore Ferrari.
- Ex caserma Umberto I, situato in piazza della Repubblica, fu costruita nel XIX secolo, ampliando un vecchio edificio conventuale delle Clarisse soppresso nel 1808. Al suo interno sono oggi ospitati gli uffici della Pro Loco e la biblioteca comunale Pietro Raveggi.
- Idroscalo di Orbetello, situato nelle acque della laguna di Levante si trovava un idroscalo di importanza internazionale, con hangar progettati da Pier Luigi Nervi, dal quale partirono le crociere e le trasvolate transoceaniche del 1928-1933. Fu distrutto nel 1944 dalle forze di occupazione tedesche e attualmente vi si trova il Parco delle Crociere.
- Mulino spagnolo, unico superstite dei nove mulini senesi, costruiti nella laguna nel corso del XV secolo. In passato sfruttava la forza dell'acqua per la macinazione del grano che veniva portato ai mulini attraverso i "barchini", tipiche imbarcazioni utilizzate ad Orbetello nella laguna. Il mulino, ristrutturato e consolidato dagli spagnoli – da qui il nome – si presenta a forma circolare con copertura conica ed elica a vento posteriore.
- Polveriera Guzman, storico edificio fatto costruire dagli spagnoli nel 1692, era utilizzato per contenere tonnellate di esplosivo. La polveriera è nota soprattutto perché qui si rifornì Giuseppe Garibaldi nel 1860, poco dopo lo sbarco di Talamone, per la spedizione dei Mille. La struttura è stata recentemente restaurata proprio per ospitare il museo archeologico di Orbetello.
- Ponte della Diga, ponte che unisce Orbetello al Monte Argentario, fu fatto costruire nel 1842 dal granduca Leopoldo II di Lorena.

### Architetture militari

#### Cinte murarie

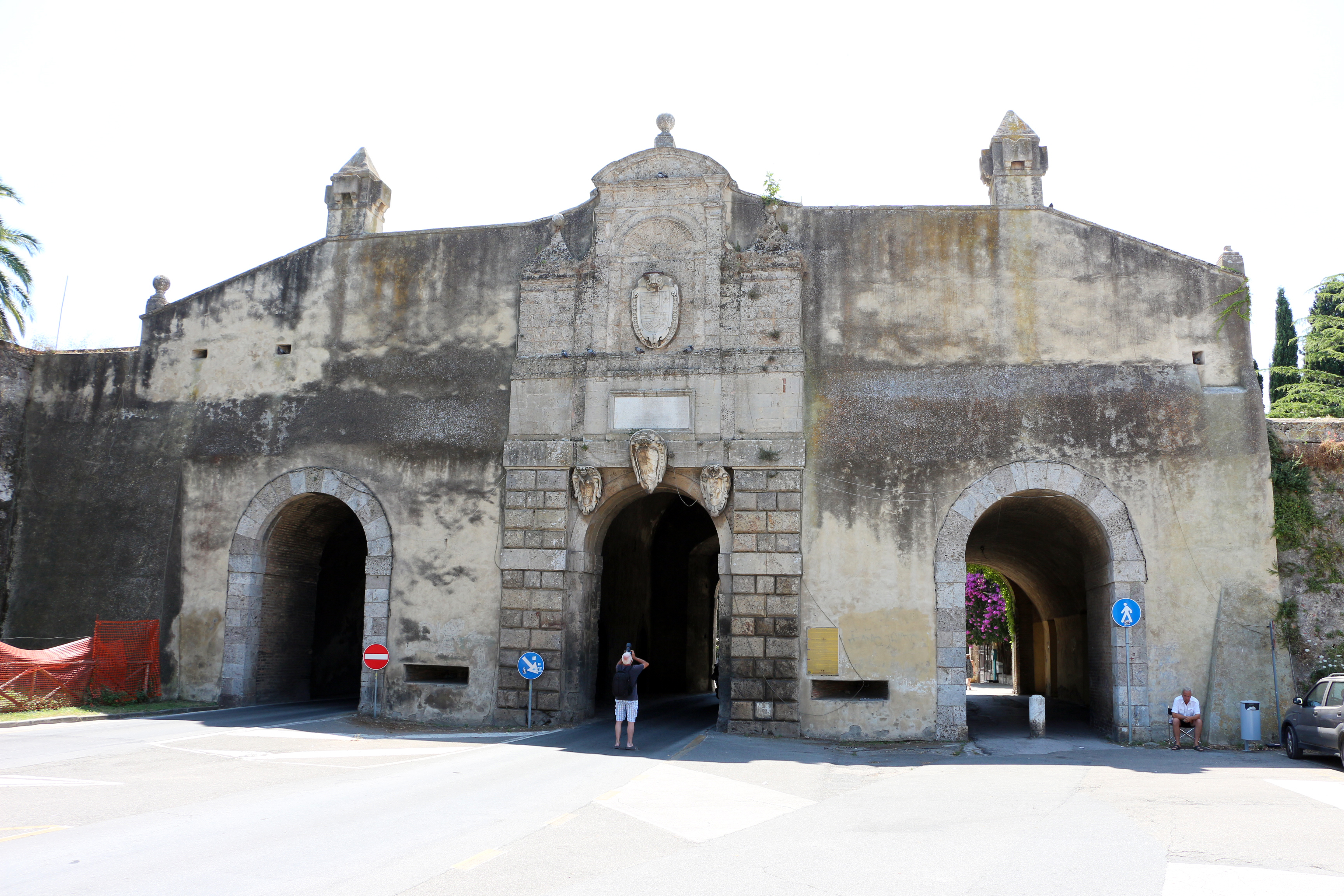
Porta Medina Coeli

- Mura di Orbetello: di origini etrusche (probabilmente databili V secolo a.C.), furono ampliate e restaurate prima in epoca medievale e poi alla fine del XVI secolo. Gli spagnoli le rafforzarono costruendo sul lato di terra l'imponente linea bastionata di cui sono ancora visibili le due porte cittadine, l'imponente fortezza ed in parte due rivellini.
  - Fortezza, caposaldo della linea bastionata spagnola, eretta intorno all'antico Cassero.
  - Porta Medina Coeli, o Porta Nuova, edificata nel 1697 lungo le mura, tramite di essa si accede al nucleo storico di Orbetello. Chiamata in onore dell'allora governatore spagnolo, il duca di Medina Coeli.
  - Porta a Terra, costruita in epoca seicentesca lungo le mura, si presenta nel caratteristico stile barocco. Vi si accedeva tramite un ponte levatoio ed aveva ai lati i locali del posto di guardia.
  - Porta del Soccorso, costruita verso il 1620 in marmo travertino ed ingentilita con un elegante frontone con lapide.
- Mura di Talamone: una prima cinta muraria fu costruita nel corso del XIII secolo dai conti Aldobrandeschi, mentre a partire dal 1465 iniziò un'opera di ristrutturazione affidata ai lombardi Elia Mattei, Pietro Giovanni e Giovanni Albini. Nel 1541 l'architetto Antonio Maria Lari diresse ulteriori lavori di restauro dopo consistenti danneggiamenti dovuti ad una violenta incursione di pirati. La fortificazione fu ristrutturata e potenziata dagli spagnoli nel corso dei secoli XVI e XVII. La struttura fu ulteriormente danneggiata da bombardamenti nel 1944 e lentamente iniziò nell'immediato dopoguerra un'attenta opera di restauro. Gli ultimi restauri sono stati effettuati nel 2012. Delle antiche porte d'accesso al borgo rimane oggi solo la cosiddetta Porta Garibaldi.
- Mura di Cosa: costruite nel corso del III secolo a.C., si estendevano originariamente per quasi un chilometro e mezzo ed erano rafforzate da ben diciotto torri. Dopo la caduta dell'impero romano e il progressivo abbandono di Cosa, le mura andarono incontro ad un consistente degrado, finché non vennero restaurate dai conti Aldobrandeschi nell'XI secolo, per poi essere nuovamente abbandonate. La cinta muraria è stata riportata agli antichi splendori da un lungo restauro terminato alla fine del XX secolo.

#### Castelli, torri e fortificazioni

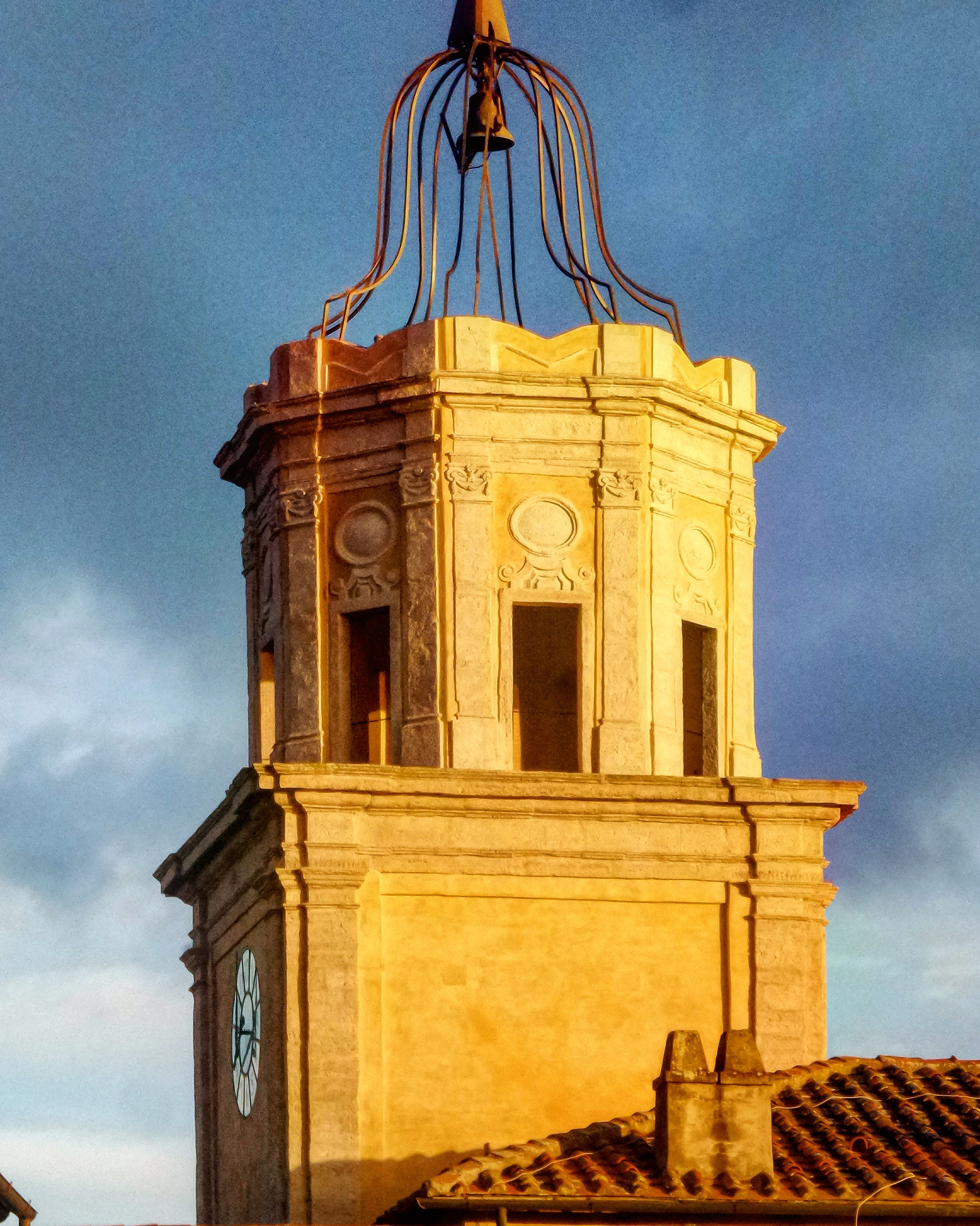
Torre dell'orologio del Palazzo del Governatore

- Rocca aldobrandesca di Talamone, imponente fortezza che domina il borgo marinaro, fu costruita verso la metà del XIII secolo per volontà degli Aldobrandeschi, con funzioni di avvistamento e di difesa sull'approdo sottostante. Ampliata e ristrutturata dai senesi nel secolo successivo, fu ulteriormente modificata nel corso del XV secolo. Semidistrutta da alcune incursioni di pirati, fu restaurata nella seconda metà del XVI secolo, con l'entrata della località nello Stato dei Presidii. Da ricordare, inoltre, che la rocca fu il punto di raccolta per i volontari che si imbarcarono a Talamone per la spedizione dei Mille, a seguito del temporaneo sbarco di Giuseppe Garibaldi. Nel 1944 la fortificazione ha subito alcuni danneggiamenti a causa di un bombardamento, a cui seguirono opere di restauro che hanno riportato la rocca agli antichi splendori.
- Forte delle Saline, situato nella frazione di Albinia, si tratta di una struttura fortificata fatta costruire dai senesi nel XV secolo (il progetto è del 1469), modificata e potenziata dagli spagnoli nel 1630. Il forte serviva a controllare le adiacenti saline, importante risorsa del territorio, ma anche lo scalo fluviale dell'Albegna ed il passaggio sul tombolo della Giannella. Attualmente è di proprietà pubblica ed è utilizzato come archivio della Soprintendenza.
- Casale della Giannella, situato nei pressi della frazione della Giannella, si tratta di un complesso architettonico sorto come torre costiera nella seconda metà del XVI secolo. Il complesso è oggi sede del centro di educazione ambientale "Aurelio Peccei", fondato nel 1989, e porta d'accesso all'oasi del WWF situata nel tombolo.[30]
- Faro di Talamone, risalente al 1865, venne attivato dalla Marina Militare (all'epoca Regia Marina) per l'illuminazione del promontorio di Talamone. Il suo aspetto attuale è stato conferito dalla ristrutturazione avvenuta nel 1947.
- Torre della Tagliata, situata ad Ansedonia, è stata costruita sul luogo di una torre di epoca medievale nel corso del XVI secolo. L'edificio ha subito alcuni interventi di restauro nei secoli successivi e, terminate le funzioni difensive, venne trasformato in abitazione. Fu soggiorno del celebre compositore Giacomo Puccini, che qui scrisse molte sue opere, tra cui la Turandot.
- Torre di San Biagio, situata ad Ansedonia nei pressi del cosiddetto spacco della regina, è stata edificata nel medioevo come torre di avvistamento e poi potenziata dagli spagnoli nel XVI secolo. Attualmente si presenta come un imponente rudere ben conservato.
- Torre di San Pancrazio, costruita nella seconda metà del XVI secolo dagli spagnoli per rafforzare il sistema difensivo costiero dello Stato dei Presidi, ha svolto funzioni di avvistamento, di difesa ed offesa fino agli inizi del XIX secolo. Oggi la torre è inglobata all'interno di un complesso privato.
- Torre delle Cannelle, situata a nord di Talamone su un promontorio a picco sul mare nei pressi di Cala di Forno, è stata costruita dai Medici nella seconda metà del XVI secolo ai confini meridionali del Granducato di Toscana. Ristrutturata nel XVIII secolo, è stata dismessa nella seconda metà del secolo successivo. Attualmente è adibita a struttura alberghiera.
- Torre di Capo d'Uomo, situata poco a nord di Talamone, all'interno del Parco naturale della Maremma, risale alla seconda metà del XVI secolo ed è stata edificata su una fortificazione già esistente di epoca medievale. La struttura svolgeva importanti funzioni di avvistamento lungo il tratto costiero più a nord dello Stato dei Presidii. Restaurata nel XVIII secolo, è stata dismessa nella prima metà del secolo successivo, con l'ingresso di Talamone nel Granducato di Toscana. Attualmente è una residenza privata.
- Torre di Poggio Raso, situata a nord di Talamone, all'interno del Parco naturale, risale all'epoca medievale, ma è stata oggetto di sostanziali ristrutturazioni prima nel XV e poi alla fine del XVI secolo. Terminata la funzione difensiva dopo l'unità d'Italia, è stata ceduta a privati ed oggi è adibita a struttura ricettiva.
- Torre di Talamonaccio, situata su Poggio Talamonaccio, poco distante da Fonteblanda, è stata edificata nel medioevo come torre di avvistamento e poi potenziata dagli spagnoli nel XVI secolo. Attualmente è una residenza privata ed è nota per essere stata utilizzata come set per il film 007 – Quantum of Solace nel 2008.

### Siti archeologici

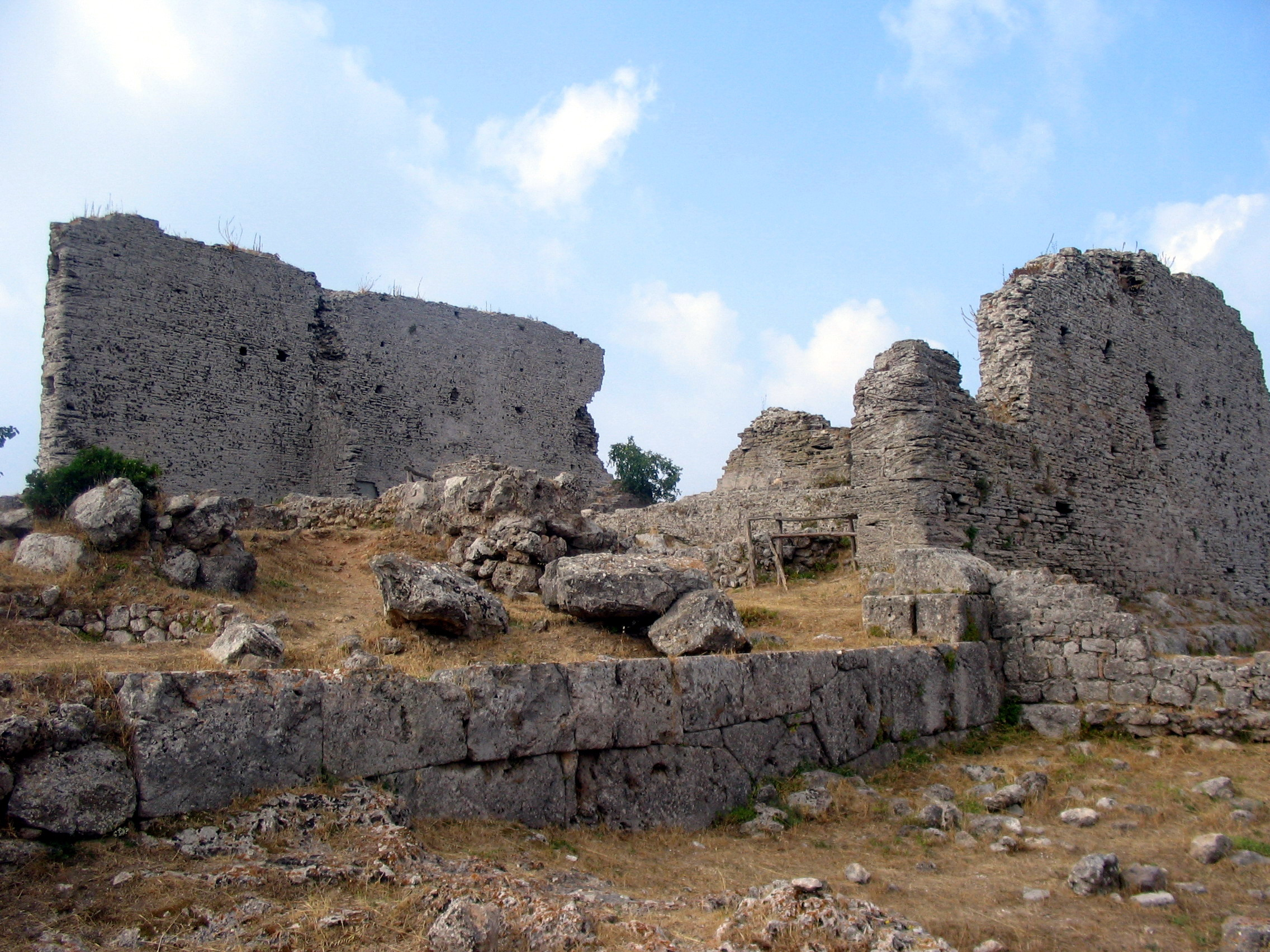
Cosa, Il Capitolium

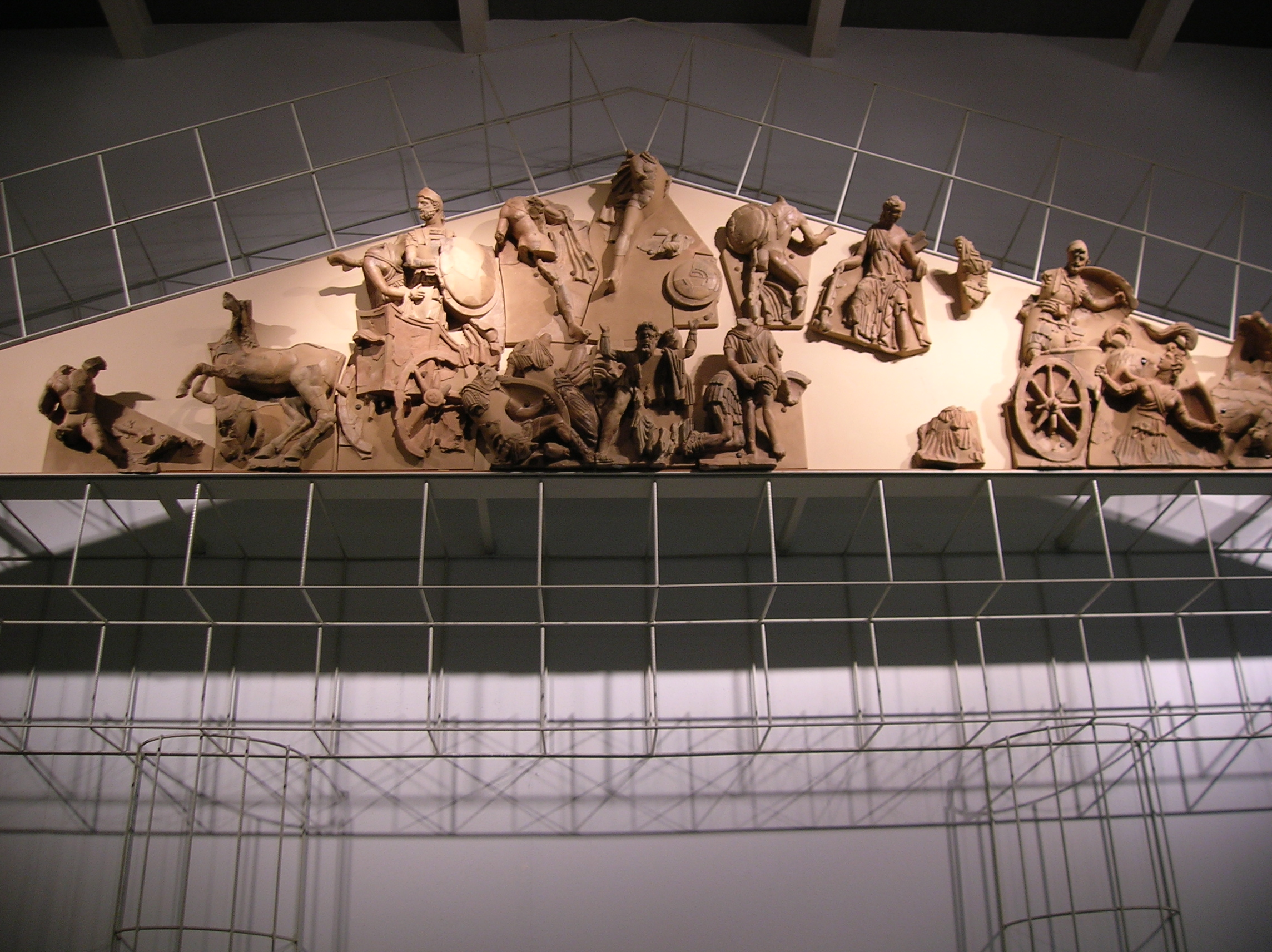
Il frontone etrusco di Talamone, conservato a Orbetello

- Cosa: fondata nel 273 a.C. dai romani come colonia, fu totalmente abbandonata nel XIV secolo. Si conservano resti delle mura ciclopiche, del foro romano e del tempio di Giove. Poco distante si trova la villa Settefinestre, risalente al I secolo a.C., anche se modificata nel XV secolo.
- Poggio Talamonaccio: promontorio che costituisce il limite meridionale del golfo di Talamone, poco distante da Fonteblanda, vi era ubicato in epoca etrusco-romana il primitivo insediamento di Talamone, dotato anche di un porto. Proprio in questa zona sorgeva l'antico tempio etrusco risalente alla fine del IV secolo a.C. da cui proviene il celebre Frontone di Talamone.

### Aree naturali

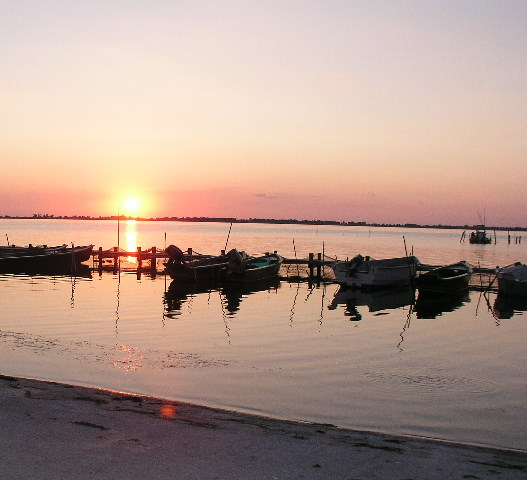
La laguna di Orbetello

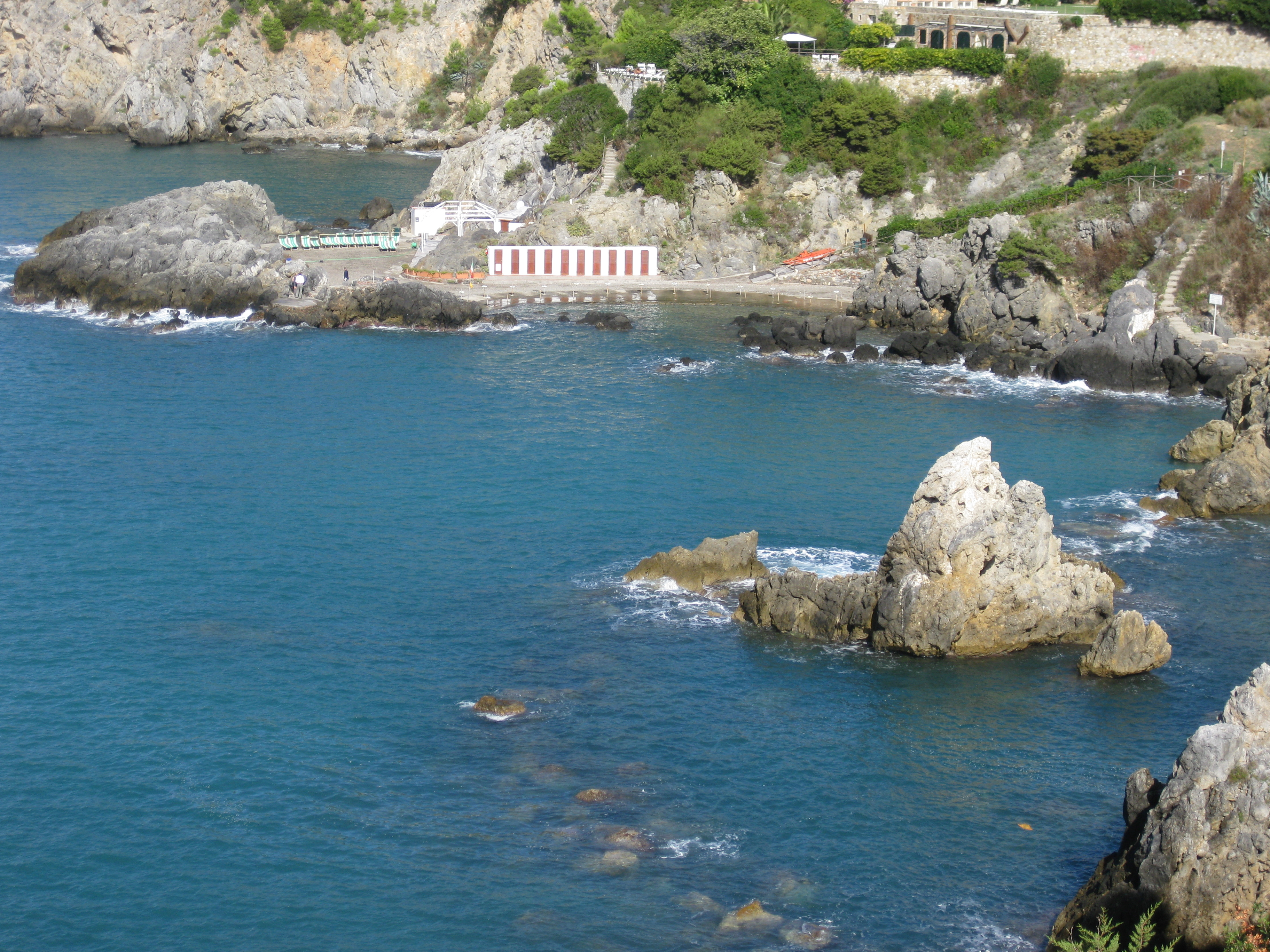
Costa di Talamone

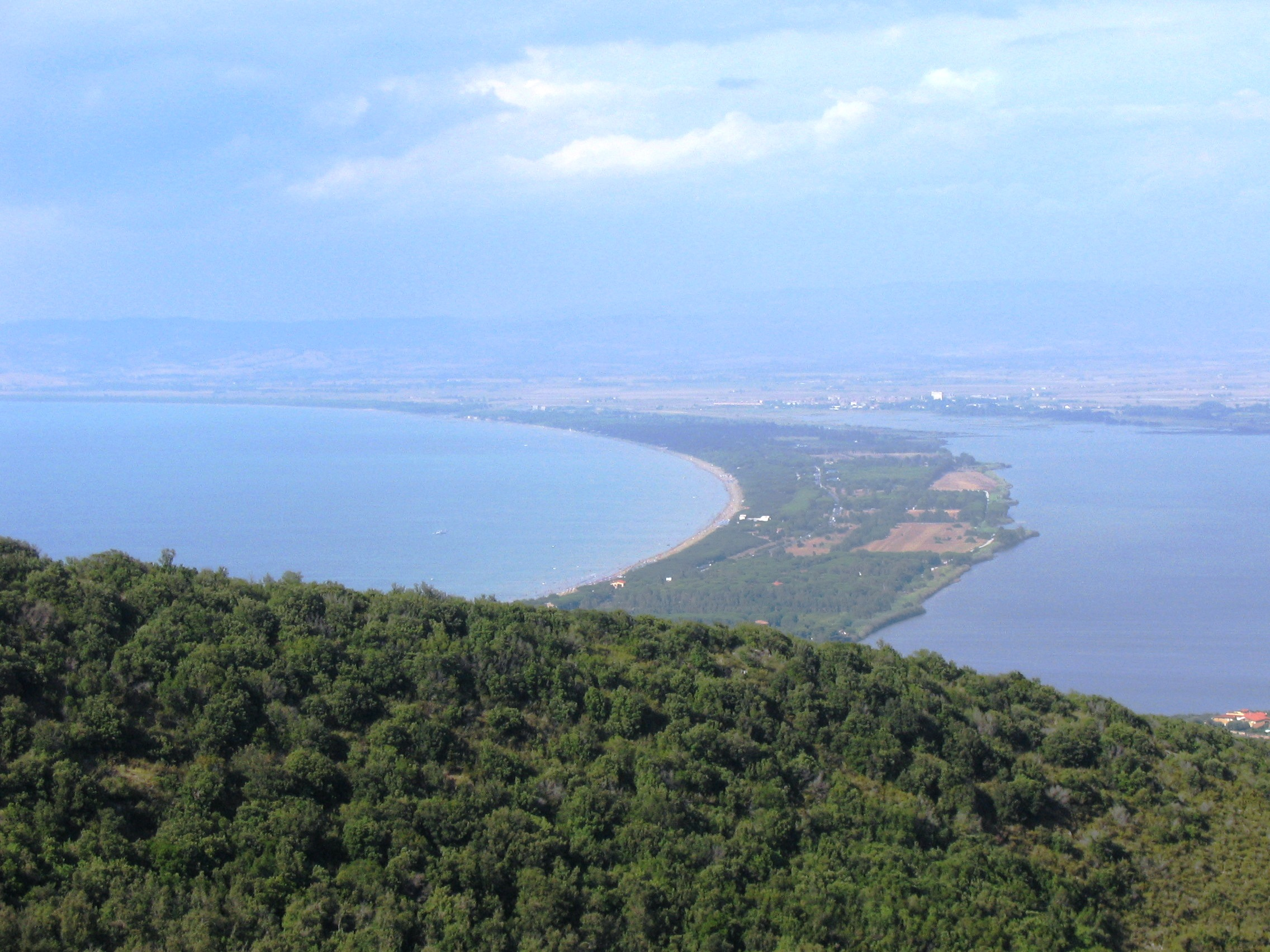
Il Tombolo della Giannella

- Campo Regio, biotopo che rientra nel sito di interesse regionale (SIR) B20 nei pressi di Fonteblanda.
- Oasi della laguna di Orbetello, creata e gestita dal WWF come "zona umida di interesse internazionale", rappresenta una delle più importanti aree italiane di svernamento per molte specie di uccelli. La laguna di Orbetello è un tratto di mare compreso fra due cordoni litoranei che congiungono il promontorio dell'Argentario alla terraferma. Ha una superficie di 26,22 km².
- Parco naturale della Maremma, area protetta regionale, compresa tra Talamone e Principina a Mare, si estende dalle pendici meridionali dei monti dell'Uccellina fino all'area palustre situata oltre la foce del fiume Ombrone. Conserva intatta un'ampia zona di macchia mediterranea, oltre all'ambiente umido.
- Riserva naturale Duna Feniglia, conserva intatto l'ecosistema del tombolo che delimita a sud la laguna; è visitabile in bicicletta e al suo interno vivono in libertà diversi esemplari di daini. Nella parte centrale della sua spiaggia, lunga circa 6 km, vi è una zona frequentata dai naturisti.
- Tombolo della Giannella, conserva gran parte dell'originario ecosistema del tombolo che delimita a ovest la laguna di Orbetello, tra la foce del fiume Albegna e il canale di Santa Liberata.

## Società

### Evoluzione demografica
Abitanti censiti

### Distribuzione degli abitanti
| Frazioni              | Abitanti (2011) | Altitudine |
| --------------------- | --------------- | ---------- |
| Orbetello (capoluogo) | 7 311           | 3          |
| Albinia               | 2 926           | 2          |
| Fonteblanda           | 1 088           | 13         |
| Talamone              | 280             | 32         |
| Giannella             | 225             | 2          |
| Ansedonia             | 116             | 13         |
| Quattro Strade        | 89              | 9          |
| San Donato            | 14              | 33         |
| Altre località        | 2 656           | -          |

### Etnie e minoranze straniere
Secondo i dati ISTAT al 31 dicembre 2023 la popolazione straniera residente era di 913 persone. Le nazionalità maggiormente rappresentate in base alla loro percentuale sul totale della popolazione residente erano:
- Romania, 346 - 2,45%
- Moldavia, 106 - 0,75%

### Lingue e dialetti
Ad Orbetello è parlato il dialetto grossetano-amiatino (comunemente maremmano), parte dei dialetti toscani. Particolarità tipica di tutta l'area dell'Argentario è l'allungamento della vocale tonica.
(Proverbio locale)
 Un contadino mentre mangiava la colazione inghiottì anche il gazzilloro che cantò, ma oramai era troppo tardi.

### Tradizioni e folclore
- Corsa dei barchini: tradizionale palio marinaro che si tiene nelle acque della laguna in concomitanza delle feste di maggio. Si sfidano i cinque rioni di Orbetello, i tre del centro storico (Duomo, Piazza d'Armi e Porto) e i due moderni (Neghelli e Stazione). La tradizione fa risalire le prime gare al 1768.[senza fonte][35][36][37]
- Festa di San Biagio o feste di maggio: festa in onore del patrono della città, san Biagio, si tiene nel mese di maggio (feste di maggio nei due weekend centrali), posticipata rispetto all'effettiva ricorrenza di calendario del 3 febbraio. Oltre alla funzione religiosa, viene organizzata una processione per le vie del centro storico e vengono illuminati i barchini della laguna, feste di piazza, giochi e molte altre attività enogastronomiche tra cui il classico panino con l'anguilla[senza fonte].
- Carnevaletto da tre soldi: iniziato nel lontano 1952, è uno degli eventi più sentiti dalla cittadinanza con 6 carri allegorici che si sfidano e che vedono coinvolte tutte le frazioni del comune: Fonteblanda, Albinia; Stazione, Neghelli (2 carri) e Orbetello Centro. [senza fonte]

## Cultura

### Istruzione

#### Biblioteche
La Biblioteca comunale Pietro Raveggi è situata all'interno della ex caserma Umberto I, anticamente convento delle Clarisse, in piazza della Repubblica, e fa parte del sistema bibliotecario provinciale di Grosseto. La biblioteca è stata fondata nel 1900 e possiede un patrimonio librario di circa 27 000 volumi.

#### Musei
Il principale museo del comune è quello situato presso la frazione di Ansedonia, il museo archeologico nazionale di Cosa, dove sono raccolti i reperti ritrovati durante gli scavi nella colonia romana.
Il comune di Orbetello dispone inoltre di tre musei che sono inseriti nella rete provinciale Musei di Maremma:
- Museo archeologico di Orbetello
- Acquario della Laguna di Orbetello, nella frazione di Talamone
- Museo della cultura contadina, nella frazione di Albinia

### Cucina

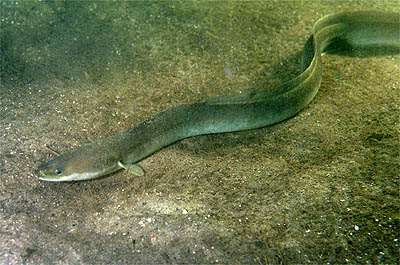
L'anguilla, simbolo della tradizione culinaria locale

- Bottarga di muggine
- Scarsella orbetellana
- Anguilla sfumata

### Cinema
- La mina (1958): Ansedonia
- Tutto è musica (1963): Ansedonia
- Viaggio con Anita (1979)
- In viaggio con papà (1982)[A 1].
- Il tuffo (1993): Talamone
- La freccia azzurra (1996)
- Tre metri sopra il cielo (2003)
- L'estate del mio primo bacio (2006)
- Il commissario Manara (2008): miniserie TV
- Quantum of Solace (2008): Talamone (Torre di Talamonaccio)
- Giochi d'estate (2011)
- Sole a catinelle (2013): laguna di Orbetello
- La pazza gioia (2016): Ansedonia, Orbetello[41]
- ‘’A casa tutti bene’’ (2021): miniserie tv Ansedonia.

### Eventi
- Orbetello Piano Festival: Al chiaro di luna[42], festival pianistico internazionale che si svolge tra agosto e settembre.
- OBP - Orbetello Book Prize: premio letterario internazionale che si svolge l'ultimo weekend di giugno.
- Carnival Fiction: carnevale estivo che fede coinvolti "apetti allegorici" e vari spettacoli tra cui tanta musica, si svolge l'ultimo venerdì di luglio;
- Danceteria: Gran gala di scuole di danza che si svolge ad inizio luglio e vede coinvolte molte scuole provenienti da altre paesi e regioni, dirette da un direttore artistico sotto la supervisione di FNASD - Federazione Nazionale Associazioni scuole di danza;
- Gustatus - il senso del gusto: evento enogastronomico della Maremma per eccellenza che si tiene a cavallo del ponte dei morti con una durata di 4/5 giorni;

## Geografia antropica

### Suddivisioni storiche
La città è divisa in tre quartieri che insieme alle frazioni concorrono tra loro in occasione del Palio marinaro:
- Centro, il quartiere storico situato nella parte occidentale dell'istmo;
- Neghelli, il quartiere moderno sorto nella parte centrale dell'istmo, delimitato ad est dal complesso industriale I Murelli e a sud dall'Idroscalo di Orbetello;
- Orbetello Scalo, il quartiere situato nella parte orientale dell'istmo, nei pressi della stazione ferroviaria.

### Frazioni
- Albinia, la più grande frazione del comune di Orbetello, sviluppata a partire dagli anni cinquanta del XX secolo con l'avvento della riforma fondiaria. È ubicata sul nodo stradale tra la superstrada Aurelia e la strada regionale Maremmana.
- Ansedonia, località turistica, situata sull'omonimo promontorio a sud-est di Orbetello, è nota per ospitare i resti archeologici della colonia romana di Cosa.
- Fonteblanda, località turistica compresa nel Parco naturale della Maremma, a pochi metri dalle spiagge del golfo di Talamone e dai siti archeologici di Poggio Talamonaccio, si presenta come un moderno paese sviluppatosi nel corso del XX secolo intorno allo scalo ferroviario. Tra le spiagge ci sono quella di Bengodi, dell'Osa e della Puntata.
- Giannella, frazione situata al centro del tombolo della Giannella, perlopiù composta da ville e moderne abitazioni. Località turistica, è sede di un'oasi del WWF.
- Quattro Strade, frazione situata a ridosso della statale Aurelia, è una località residenziale composta da vari edifici storici legati alle attività agricole di questo territorio.
- San Donato, frazione a carattere rurale, è composta da numerosi poderi e case sparse che vertono sui due centri abitati principali di San Donato Centro e San Donato Vecchio.
- Talamone, borgo marinaro che domina l'omonimo golfo a nord di Orbetello. Conserva la cinta muraria medievale con la caratteristica rocca aldobrandesca del XIII secolo. La frazione è nota per lo sbarco che vi effettuò Garibaldi per il rifornimento di armi per la spedizione dei Mille.

### Altre località del territorio
Tra le numerose borgate e località rurali del territorio orbetellano si ricordano: Barca del Grazi, Bengodi, Doganella, La Parrina, Pitorsino, Polverosa, Querciolaie, Le Saline, Tre Cerri.

## Economia
In passato l'economia locale era basata sullo sfruttamento della laguna di Orbetello e sulla pesca. Attualmente questa attività, che un tempo era tramandata di padre in figlio nelle famiglie dei pescatori, è gestita da una società per azioni che impiega poco meno di cento dipendenti. Le acque della laguna sono ricche di pesce come spigole, orate, muggini e anguille. Un tempo venivano pescati anche gamberi e molluschi. Il pesce viene lavorato in loco o venduto in molti mercati d'Italia e anche all'estero. Vengono prodotte anche la bottarga di muggine e le anguille sfumate (anguille affumicate con aggiunta di spezie e peperoncino) che sono il piatto tipico della cucina locale. Sviluppato è l'allevamento ittico in vasca, tra i primi del genere in Italia. Numerosi sono gli allevamenti di specie marine pregiate (in particolare anguille, spigole, orate e ombrine boccadoro).
Dalla seconda metà del Novecento l'economia di Orbetello e dell'intero territorio comunale è fondata essenzialmente sulle attività turistiche. In questo contesto naturale (nella zona si può accedere all'Argentario, alle isole dell'arcipelago Toscano, alle lunghe spiagge dei tomboli) si è aggiunta l'offerta naturalistica del Parco naturale della Maremma, delle Riserva naturale della Feniglia e dell'oasi della laguna, quest'ultima gestita dal WWF.
Fino alla prima metà del secolo XX, Orbetello era il principale polo industriale della zona sud della Maremma e ospitava due industrie chimiche (fertilizzanti chimici e prodotti esplosivi) del gruppo Montecatini (poi Montedison). Veniva prodotto acido solforico dalla lavorazione della pirite estratta anche nelle miniere di Monte Argentario. Ai fini dell'espansione dello sviluppo industriale, Raffaele Del Rosso, ingegnere di Orbetello, aveva progettato un molto discusso piano di canalizzazione della laguna di Orbetello, che prevedeva anche la costruzione di una darsena, per consentire l'accesso delle merci via mare. La chiusura delle due fabbriche, avvenuta rispettivamente negli anni ottanta e fine novanta, ha influito negativamente sul tessuto economico locale e su quello demografico. Attualmente l'industria è limitata ad alcune attività di cantieristica navale e alla filiera agro-industriale (conserve alimentari, lavorazione del pesce).

## Infrastrutture e trasporti

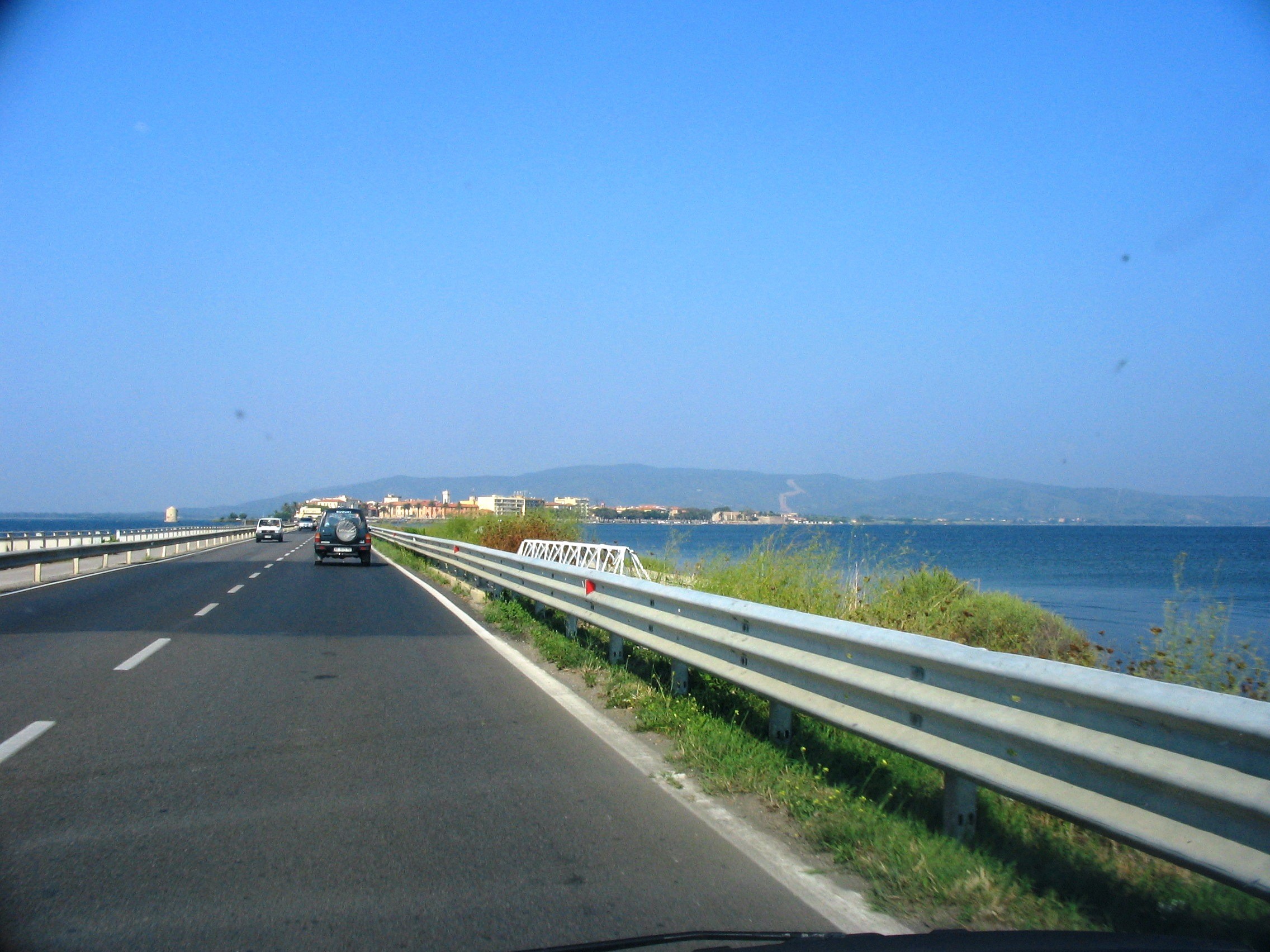
La strada provinciale 161 di Porto Santo Stefano nel tratto della diga Leopoldina

### Strade
- Strada statale 1 Via Aurelia
- Strada statale 74 Maremmana
- Strada provinciale 161 (ex strada statale 440 di Porto Santo Stefano)
- Strada provinciale 36 di Giannella

### Ferrovie

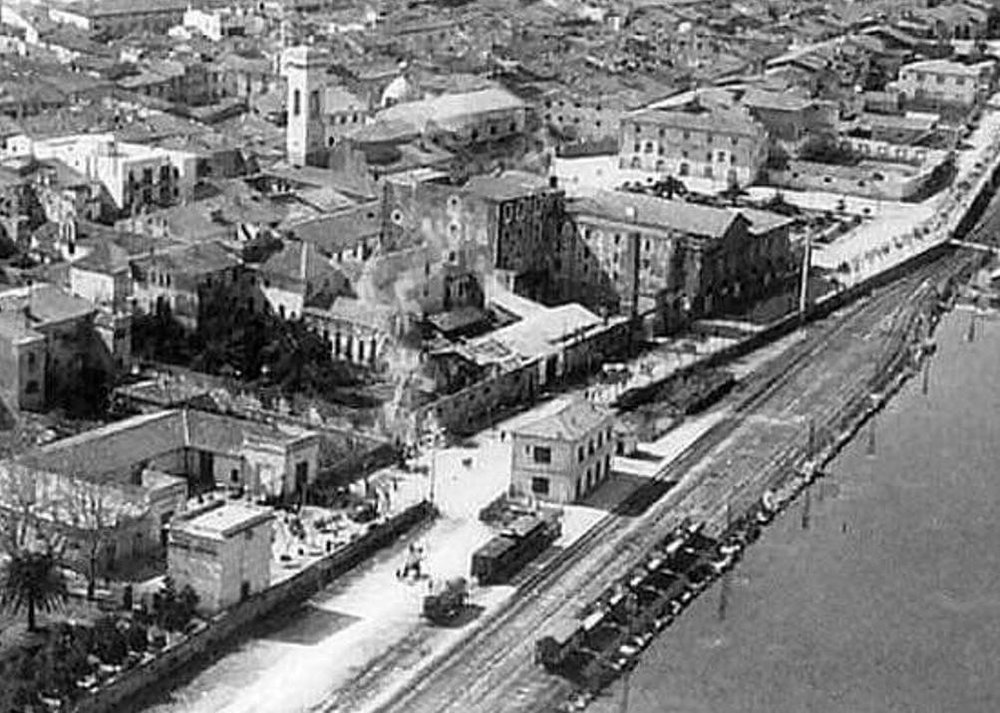
stazione di Orbetello posta sulla ferrovia Orbetello-Porto Santo Stefano, distrutta nel 1944.

- Dopo la chiusura della ferrovia Orbetello-Porto Santo Stefano, avvenuta nel 1944, la località è servita dalla stazione di Orbetello-Monte Argentario, posta sulla linea Tirrenica e servita da treni regionali Trenitalia svolti nell'ambito del contratto di servizio stipulato con la Regione Toscana.
- Stazione di Albinia, posta sulla linea Tirrenica a servizio della frazione di Albinia.
- Stazione di Talamone, sulla linea Tirrenica, è una fermata ferroviaria situata a Fonteblanda.

### Porti
- Porto di Talamone

### Mobilità urbana
I trasporti urbani e interurbani di Orbetello vengono svolti con servizi regolari di autobus gestiti dalla società Tiemme Toscana Mobilità.
Piste ciclabili
Numerosi sono i percorsi ciclopedonali nel comune di Orbetello, adatti a bici stradali e mountain bike. Molte sono le ciclopiste previste o in fase di completamento, i tratti realizzati sono:
- Orbetello Scalo-Terrarossa, di 5,1 km, tratto pianeggiante che costeggia la laguna di Ponente raggiungendo la località di Terrarossa dopo aver percorso la diga Leopoldina fino al confine del comune di Monte Argentario[44].
- Ciclopedonale forestale della Feniglia, di 6,2 km, è uno sterrato compatto quasi interamente pianeggiante che attraversa la Riserva naturale Duna Feniglia dal confine con il comune di Monte Argentario fino ad Ansedonia.[45].
- Ansedonia-Orbetello Scalo, di 7,2 km, completa il giro della laguna di Levante fino a Orbetello Scalo, alcuni brevi tratti sono aperti al traffico[46].
- Albinia-Giannella, di 2 km, tratto parziale della futura ciclovia della Giannella.[47][48] Da Albinia inizia la pista ciclabile di 10,2 km, che raggiunge la zona camping fino alla località Osa[49].

## Amministrazione

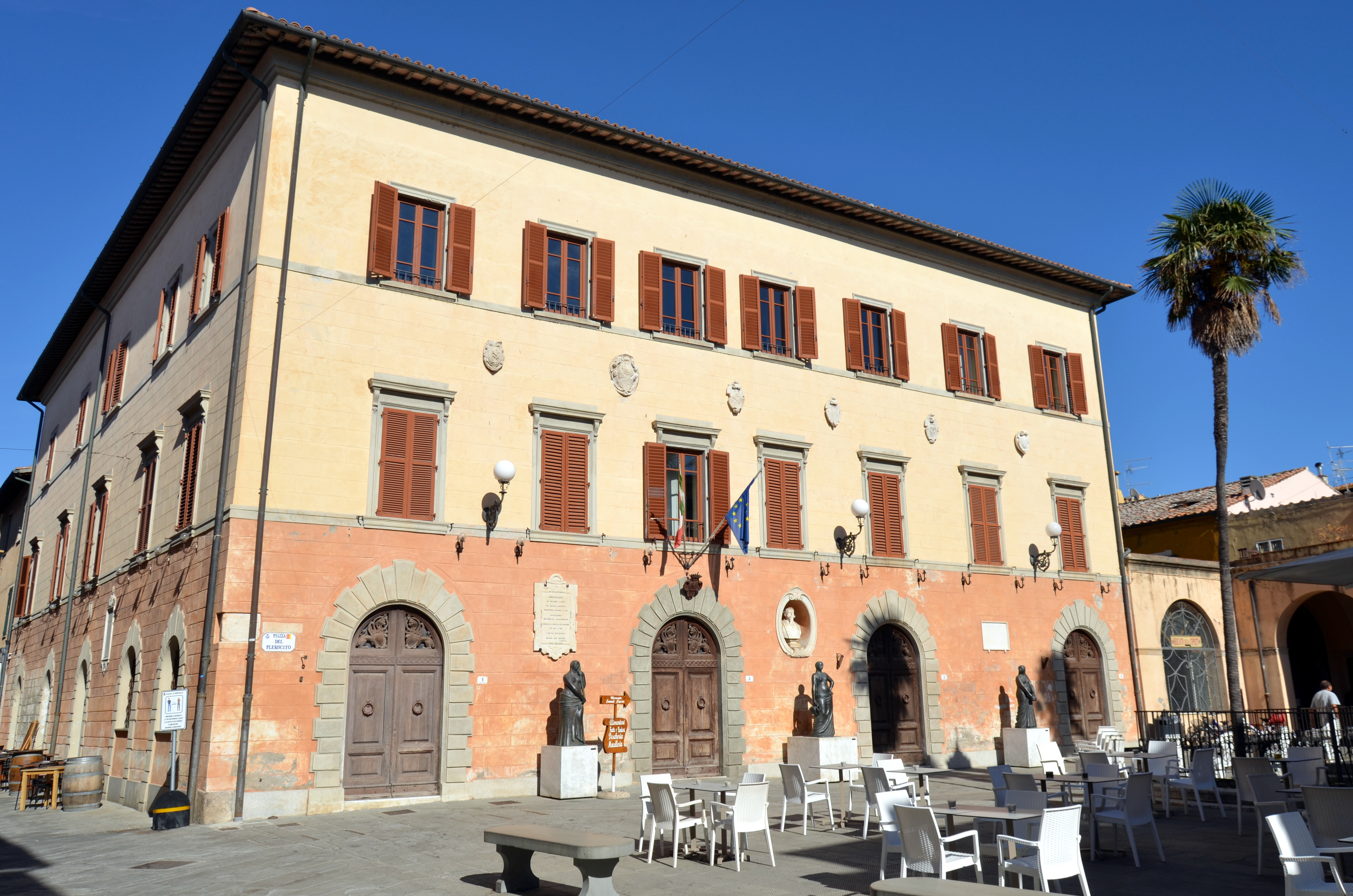
Il municipio

| Periodo | Periodo   | Primo cittadino     | Partito                                    | Carica  | Note |
| ------- | --------- | ------------------- | ------------------------------------------ | ------- | ---- |
| 1944    | 1945      | Maceo Ugazzi        | Comitato di Liberazione Nazionale          | Sindaco |      |
|         |           | Igino Torriti       | Partito Comunista Italiano                 | Sindaco |      |
|         |           | Almerido Ventura    | Partito Comunista Italiano                 | Sindaco |      |
|         |           | Mario Cavina        | Partito Comunista Italiano                 | Sindaco |      |
|         |           | Lelio Barbetta      | Democrazia Cristiana                       | Sindaco |      |
|         |           | Oscar Baffetti      | Democrazia Cristiana                       | Sindaco |      |
|         |           | Domenico Covitto    | Democrazia Cristiana                       | Sindaco |      |
| 1962    | 1972      | Tobia Savelli       | Partito Comunista Italiano                 | Sindaco |      |
| 1972    | 1984      | Piero Vongher       | Partito Comunista Italiano                 | Sindaco |      |
| 1984    | 1987      | Daniele Fortini     | Partito Comunista Italiano                 | Sindaco |      |
| 1987    | 1989      | Floriana Scialanca  | Partito Comunista Italiano                 | Sindaco |      |
| 1989    | 1992      | Alessandro Fommei   | Partito Repubblicano Italiano              | Sindaco |      |
| 1992    | 1993      | Fidenzio Belmonti   | Partito Socialista Italiano                | Sindaco |      |
| 1993    | 1997      | Adalberto Minucci   | Partito Democratico della Sinistra         | Sindaco |      |
| 1997    | 2006      | Rolando Di Vincenzo | Alleanza Nazionale                         | Sindaco |      |
| 2006    | 2011      | Altero Matteoli     | Alleanza Nazionale Il Popolo della Libertà | Sindaco |      |
| 2011    | 2016      | Monica Paffetti     | Lista civica di centrosinistra             | Sindaco |      |
| 2016    | in carica | Andrea Casamenti    | Lista civica di centrodestra               | Sindaco |      |

## Sport
Calcio
Il calcio a Orbetello è rappresentato da alcune società che militano nei campionati dilettantistici. L'Unione Sportiva Orbetello, nata nel 1908 milita nel campionato di Promozione Toscana, disputa le partite casalinghe allo stadio Ottorino Vezzosi ed ha giocato per molte stagioni negli anni sessanta e settanta nel campionato nazionale di Serie D, vantando qualche presenza in Serie C. Le altre squadre presenti nel comune sono: l'Atletico Maremma (nato dalla fusione di Unione Sportiva Albinia e San Donato Acli Calcio), che milita nel campionato di Promozione Toscana, l'A.S.D. Fonteblanda 1974, che gareggia in Seconda Categoria, e l'A.S.D. Orbetello Scalo, che gareggia in Terza Categoria.
Tennis
Orbetello ha ospitato dal 1995 al 2004 il torneo internazionale di tennis Benito Grassi, rientrante nel circuito WTA. Dal 2004 al 2006 il circolo tennis Orbetello ha ospitato il campionato europeo maschile juniores under 16.
Dopo tre anni di sosta, a luglio 2009 si è disputato nella città lagunare un torneo challenger del circuito ATP, intitolato a Stefano Bellaveglia con montepremi totale di 120 000 dollari. Tutte le partite sono state disputate su campi in terra rossa del complesso tennistico di Orbetello, intitolato ad Enzo Bastogi.
Ciclismo
Nell'edizione 2019 del Giro d'Italia Orbetello ha ospitato l'arrivo della 3ª tappa, partita a Vinci, che ha visto vincitore il colombiano Fernando Gaviria. È stata anche la località di partenza della successiva 4ª tappa, con arrivo posto a Frascati.

### Annotazioni
1. ↑  La villa al mare della madre di Cristiano (Verdone) si trova ad Ansedonia In viaggio con papà, su davinotti.com. URL consultato il 26 gennaio 2025.

### Riferimenti
1. 1 2   Bilancio demografico mensile anno 2025 (dati provvisori), su demo.istat.it, ISTAT.
2. ↑   Classificazione sismica (XLS), su rischi.protezionecivile.gov.it.
3. ↑   Tabella dei gradi/giorno dei Comuni italiani raggruppati per Regione e Provincia (PDF), in Legge 26 agosto 1993, n. 412, allegato A, Agenzia nazionale per le nuove tecnologie, l'energia e lo sviluppo economico sostenibile, 1º marzo 2011,  p. 151. URL consultato il 25 aprile 2012 (archiviato dall'url originale il 1º gennaio 2017).
4. ↑  Teresa Cappello, Carlo Tagliavini, Dizionario degli etnici e dei toponimi italiani, Bologna, Pàtron Editore, 1981, p. 376.
5. ↑   Orbetello, su Treccani - Enciclopedia on line.
6. ↑  http://clisun.casaccia.enea.it/Profili/tabelle/356%20%5BOrbetello%5D%20capoluogo.Txt Archiviato il 1º aprile 2011 in Internet Archive. Tabella climatica
7. ↑  http://www.annali.apat.gov.it/site/it-IT/default.html?cmbCompartimenti=Pisa&cmbAnni=&cmbSezioni=[collegamento interrotto] Media pluviometrica calcolata dagli Annali Idrologici 1961-1990 per la stazione di Orbetello
8. ↑  Vulci. Storia della città e dei suoi rapporti con Greci e Romani, Edoardo Bianchi, L'Erma di Bretschneider editore.
9. ↑  Itinerarium Maritimum su Romaeterna
10. ↑  Le anfore provenienti dal sito produttivo di Albinia
11. ↑  questa era posseduta per donazione di papa Gregorio I sin dal 604 dalla Abbazia di San Paolo fuori le mura C. Margarini, Bullarium Casinense, Volume 2, p.107.
12. ↑  C. Margarini, Bullarium cit., vol. 2, pp.20-21.
13. ↑  E. Repetti, Dizionario geografico fisico storico della Toscana, vol. 3, p. 665.
14. ↑  Ignazio Giorgi, Il Regesto del monastero di S. Anastasio ad Aquas Salvias in Archivio Società Romana Storia Patria, Anno I, 1878, pp. 61-63.
15. ↑  E. Repetti, Dizionario geografico [...] cit., vol. 5, pp. 599-600.
16. ↑  Ignazio Giorgi, Il Regesto del monastero di S. Anastasio ad Aquas Salvias in Archivio Società Romana Storia Patria, 1 (1878) pp. 61-63.
17. ↑  Gelasio Caetani, Margherita Aldobrandeschi e i Caetani, in Archivio Società Romana Storia Patria, 44 (1921) p. 30 e segg.
18. ↑  Jean Dumont, Corps universel diplomatique du droit des gens: contenant un recueil des Traitez d’alliance [...], Amsterdam 1726, t. III, P. I, pp. 191-192.
19. ↑   Orbetello, decreto 1939-03-01 DCG, riconoscimento di stemma e titolo di città, su Archivio Centrale dello Stato. URL consultato il 15 settembre 2023.
20. ↑  La parrocchia di San Biagio nella concattedrale di Santa Maria Assunta sul sito della CEI.
21. ↑  La parrocchia di San Giuseppe Cottolengo sul sito della CEI.
22. ↑  La parrocchia di San Paolo della Croce sul sito della CEI.
23. ↑  La parrocchia di Albinia sul sito della CEI.
24. ↑  La parrocchia di Fonteblanda Archiviato il 5 novembre 2015 in Internet Archive. sul sito della CEI.
25. ↑  La parrocchia di San Donato Archiviato il 23 settembre 2015 in Internet Archive. sul sito della diocesi di Pitigliano-Sovana-Orbetello.
26. ↑  La parrocchia di San Donato sul sito della CEI.
27. ↑  La parrocchia di Talamone sul sito della CEI.
28. ↑  La parrocchia della Madonna di Loreto di Polverosa Archiviato il 22 febbraio 2018 in Internet Archive. sul sito della diocesi di Pitigliano-Sovana-Orbetello.
29. ↑  La parrocchia della Madonna di Loreto sul sito della CEI.
30. ↑  Giannella, centro di educazione ambientale del WWF Archiviato il 31 dicembre 2013 in Internet Archive. sul sito Parcodeglietruschi.it.
31. ↑  Dati tratti da:
  -  Popolazione residente dei comuni. Censimenti dal 1861 al 1991 (PDF), su ebiblio.istat.it, ISTAT.
  -  Popolazione residente per territorio – serie storica, su esploradati.censimentopopolazione.istat.it.
Nota bene: il dato del 2021 si riferisce al dato del censimento permanente al 31 dicembre di quell'anno.
32. ↑   Censimento popolazione 2011: dati per sezione di censimento e località/Regione Toscana, su regione.toscana.it. URL consultato il 16 marzo 2018.
33. ↑  Istat considera due località separate Orbetello (5 779 ab.) e Orbetello Scalo (1 532 ab.)
34. ↑   M. Barberini, Vocabolario maremmano, Pisa, Nistri-Lischi, 1994.
35. ↑   sabato 27 maggio: Torna la corsa con i barchini!!, su Proloco Lagunare - Orbetello, 19 maggio 2023. URL consultato il 30 giugno 2025 (archiviato il 13 giugno 2024).
36. ↑   Enrico Giovannelli, Torna la corsa dei barchini a Orbetello, su MaremmaOggi, 26 maggio 2023. URL consultato il 30 giugno 2025 (archiviato il 21 maggio 2025).
37. ↑   Orbetello, su Visittuscany.com. URL consultato il 30 giugno 2025 (archiviato il 29 aprile 2025).
38. ↑  Biblioteca di Orbetello, sito ufficiale dell'anagrafe delle Biblioteche italiane.
39. ↑  Biblioteca comunale di Orbetello Archiviato il 9 novembre 2013 in Internet Archive., Sistema bibliotecario provinciale grossetano.
40. ↑  La sezione Costa d'Argento Archiviato il 20 febbraio 2014 in Internet Archive. sul sito di Musei di Maremma.
41. ↑   La "pazza gioia" ad Ansedonia. Virzì gira e cerca comparse, Il Tirreno, 11 giugno 2015. URL consultato il 3 novembre 2017.
42. ↑  "Orbetello Piano Festival - Al chiaro di luna"
43. ↑   Mappa Ciclovie Costa d'Argento (PDF), su consorziomaremmare.it. URL consultato il 20 dicembre 2020.
44. ↑   Da Orbetello Scalo a Terrarossa, su ipresidi.it. URL consultato il 20 dicembre 2020.
45. ↑   La forestale della Feniglia, su ipresidi.it. URL consultato il 20 dicembre 2020.
46. ↑   Orbetello - giro della laguna di levante, su piste-ciclabili.com. URL consultato il 20 dicembre 2020.
47. ↑   Inaugurata la pista ciclabile tra Albinia e Orbetello, su lanazione.it. URL consultato il 20 dicembre 2020.
48. ↑   Orbetello 830 mila euro per la ciclabile di Giannella: via alla gara, su ilgiunco.net. URL consultato il 18 dicembre 2020.
49. ↑   Itinerario ciclabile albinia-Osa, su fiabgrosseto.it. URL consultato il 20 dicembre 2020.
50. ↑   Bautista Agut, il "Bellaveglia" è tuo!, su atporbetello.com. URL consultato il 30 luglio 2012 (archiviato dall'url originale il 29 ottobre 2013).